# Arte anglo-saxónica

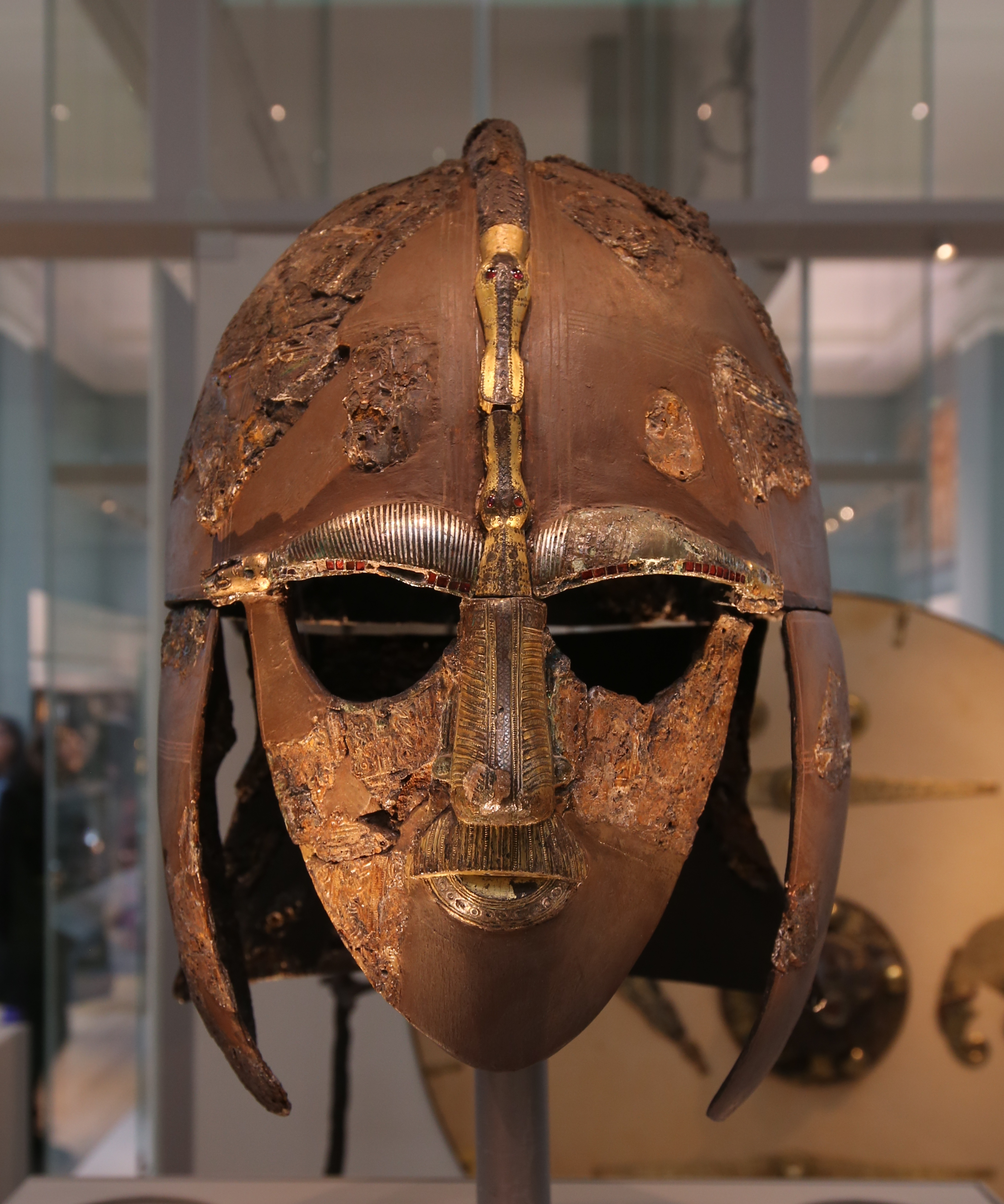
Capacete de Sutton Hoo

A arte anglo-saxônica (português brasileiro) ou arte anglo-saxónica (português europeu) compreende a produção artística dentro do período Anglo-Saxônico da história da Grã-Bretanha, particularmente da época do Rei Alfredo (871-899), quando ocorreu um revivalismo da cultura inglesa após as invasões do viquingues, até o começo do século X, quando a arte românica se tornou o novo movimento. Antes desse período, ocorreu o período da Arte hiberno-saxónica. Os centros artísticos importantes, na medida em que podem ser estabelecidos, concentraram-se nas extremidades da Inglaterra, na Nortúmbria, especialmente no período inicial, e em Wessex e Kent, perto da costa sul.
A arte anglo-saxônica se manifesta com mais clareza através das iluminuras. Bons exemplos são o Manuscrito de St. Æthelwold, que mistura a arte hibérico-saxônica, com a arte carolíngia e a arte bizantina. Contudo, os manuscritos não são a única expressão de arte anglo-saxônica. Talvez a obra mais conhecida desse período seja a Tapeçaria de Bayeux, que, na verdade, é um bordado de lã em um suporte de pano. Outras obras foram produzidas em afresco, marfim, pedra, metal e vidro.

## Visão geral

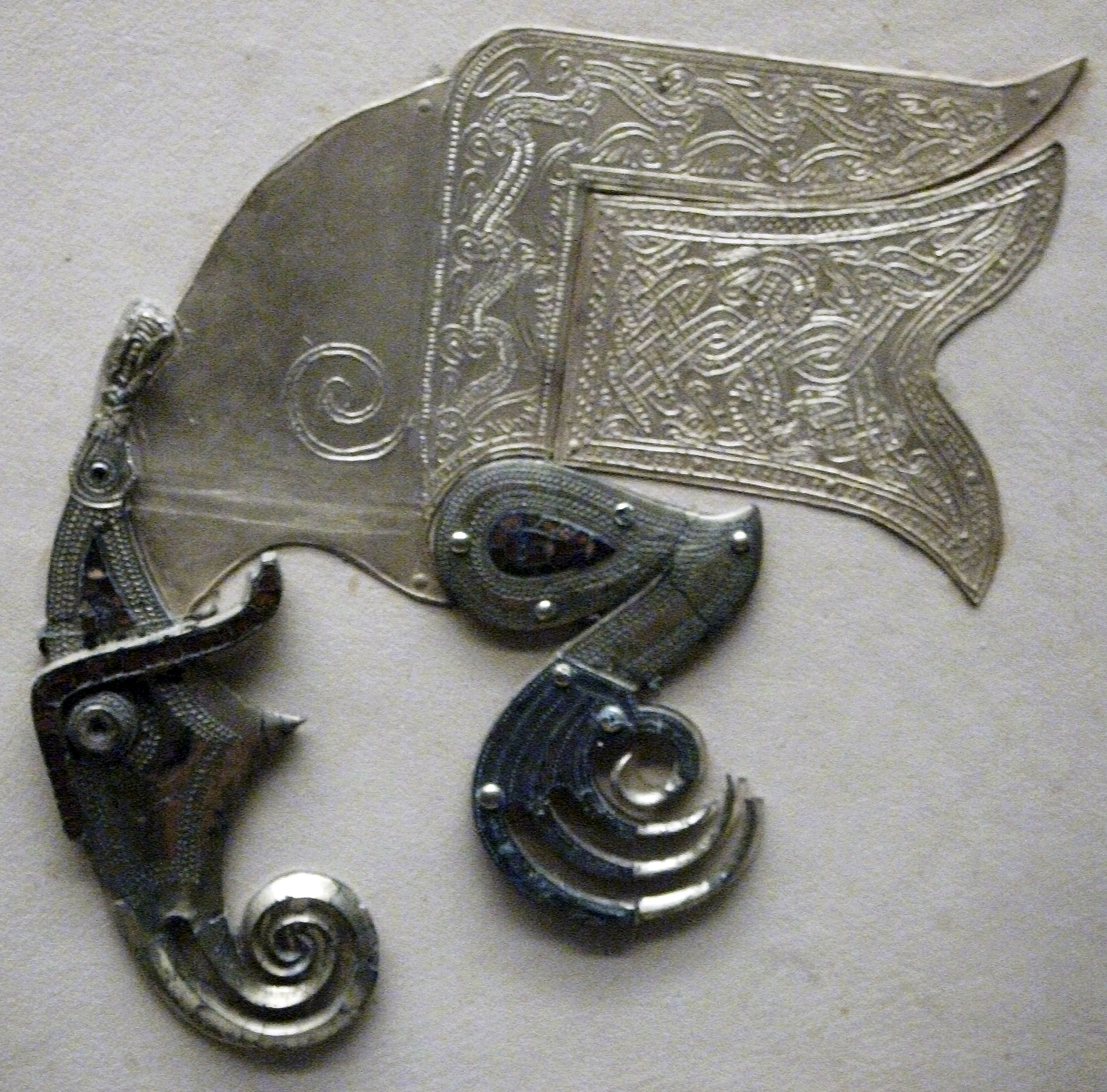
Pássaro do escudo de Sutton Hoo (réplica parcial)

O trabalho em metal é quase a única forma em que a arte anglo-saxônica mais antiga sobreviveu, principalmente em joias de estilo germânico (incluindo acessórios para roupas e armas) que eram, antes da cristianização da Inglaterra anglo-saxônica, comumente colocadas em enterros. Após a conversão, que levou a maior parte do século VII, a fusão de técnicas e motivos anglo-saxões germânicos, celtas e da antiguidade tardia, juntamente com a exigência de livros, criou o estilo hiberno-saxão —  ou insular — que também é visto em manuscritos iluminados e algumas pedras esculpidas em marfim, provavelmente desenhado principalmente de motivos decorativos em metal, e com outras influências dos celtas britânicos do oeste e dos francos.
O Reino da Nortúmbria no extremo norte da Inglaterra foi a fonte das principais manifestações do estilo insular na Grã-Bretanha, em centros como Lindisfarne, fundado c. 635 como uma ramificação do mosteiro irlandês em Iona e Abadia de Monkwearmouth-Jarrow. Mais ou menos na mesma época em que os Evangelhos de Lindisfarena estavam sendo feitos no início do século VIII, o Saltério Vespasiano de Canterbury no extremo sul, que os missionários romanos fizeram sua sede, mostra uma arte totalmente diferente, de base clássica. Esses dois estilos se misturaram e se desenvolveram juntos e, no século seguinte, o estilo anglo-saxão resultante atingiu a maturidade.
No entanto, a sociedade anglo-saxônica foi massivamente perturbada no século IX, especialmente na segunda metade, pelas invasões vikings, e o número de objetos significativos sobreviventes cai consideravelmente, e sua datação torna-se ainda mais vaga do que a de um século antes. A maioria dos mosteiros no norte foram fechados por décadas, se não para sempre, e depois da Bíblia de Canterbury de antes de 850, "nenhum grande manuscrito iluminado é conhecido até o século X". O Rei Alfredo manteve os vikings em uma linha que corria diagonalmente no meio da Inglaterra, acima da qual eles se estabeleceram no Danelaw e foram gradualmente integrados ao que agora era um reino anglo-saxão unificado.
A fase final da arte anglo-saxônica é conhecida como estilo de Winchester, embora tenha sido produzida em muitos centros no sul da Inglaterra, e talvez também em Midlands. Elementos disso começam a ser vistos por volta de 900, mas os primeiros grandes manuscritos só aparecem por volta de 930. O estilo combinava influências da arte continental do Sacro Império Romano com elementos da arte inglesa mais antiga e alguns elementos particulares, incluindo um estilo nervoso e agitado de cortinas, às vezes combinado com figuras, especialmente em desenhos de linhas, que são as únicas imagens em muitos manuscritos, e permaneceriam especialmente proeminentes na arte inglesa medieval.

## Iluminuras
A iluminura de manuscritos anglo-saxões faz parte da arte insular, que se caracterizou por ter uma combinação de influências dos estilos mediterrâneo, celta e germânico que surgiram quando os anglo-saxões encontraram a atividade missionária irlandesa na Nortúmbria, em Lindisfarne e Iona em particular. Ao mesmo tempo, a missão gregoriana de Roma e seus sucessores importaram manuscritos continentais como os Evangelhos italianos de Santo Agostinho e, por um período considerável, os dois estilos aparecem misturados em várias proporções nos manuscritos anglo-saxões.

Nos Evangelhos de Lindisfarne, de cerca de 700-715, há páginas tapete e iniciais insulares de complexidade e sofisticação sem precedentes, mas os retratos dos evangelistas — seguindo claramente os modelos italianos — os simplificam muito, interpretam mal alguns detalhes do cenário e dão a eles uma borda com cantos entrelaçados. O retrato de São Mateus é baseado no mesmo modelo italiano, ou extremamente semelhante, usado para a figura de Esdras, que é uma das duas grandes miniaturas do Codex Amiatinus (anterior a 716), mas o estilo é muito diferente; um tratamento muito mais ilusionista e uma "tentativa de introduzir um estilo mediterrâneo puro na Inglaterra anglo-saxônica", que falhou, como "talvez muito avançado", deixando essas imagens aparentemente como a única evidência.

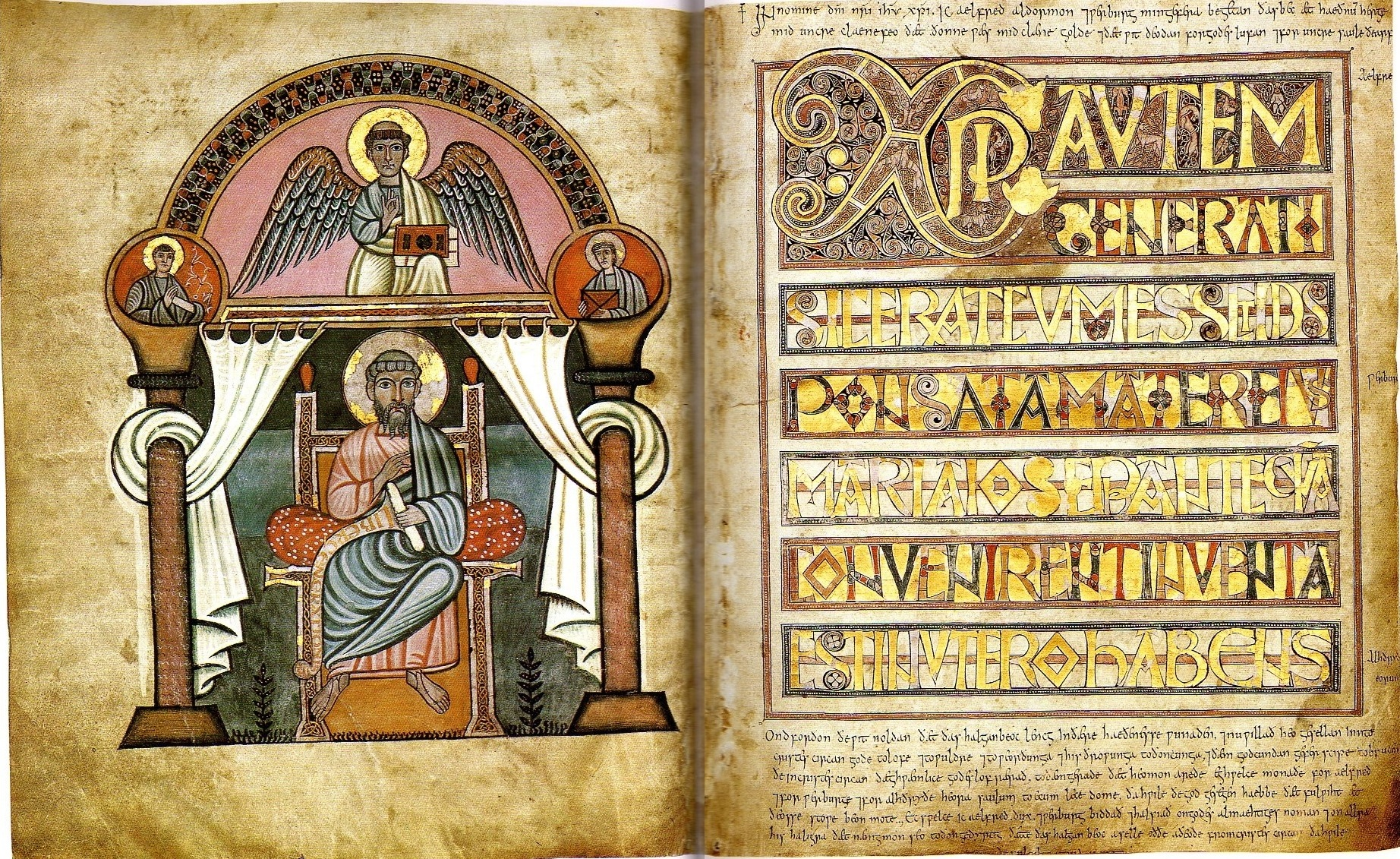
O retrato do evangelista e o Incipit de São Mateus do Codex Aureus de Estocolmo. Provavelmente foi feito em Cantuária.

Uma mistura diferente é vista na abertura do Codex Aureus de Estocolmo (meados do século VIII), onde o retrato do evangelista à esquerda está em uma adaptação consistente do estilo italiano, provavelmente seguindo de perto algum modelo perdido, embora adicionando entrelaçamento ao moldura de cadeira; enquanto a página de texto à direita é principalmente em estilo insular, especialmente na primeira linha, com suas vigorosas espirais celtas e entrelaçamento. As linhas seguintes revertem para um estilo mais tranquilo, mais típico dos manuscritos francos do período. No entanto, é quase certo que o mesmo artista produziu ambas as páginas e está muito confiante em ambos os estilos; o retrato evangelista de João inclui rodelas com decoração em espiral celta, provavelmente tiradas dos escudos esmaltados de tigelas suspensas.
Este é um dos chamados "grupo de Tibério" de manuscritos, que se inclinam para o estilo italiano e parecem estar associados a Kent, ou talvez ao reino da Mércia no auge de sua supremacia. É, na cronologia usual, o último manuscrito inglês em que "desenvolvidos padrões espirais de trompete" são encontrados.
O século IX, especialmente a segunda metade, tem poucos remanescentes importantes feitos na Inglaterra, mas foi um período em que a influência insular e anglo-saxônica nos manuscritos carolíngios estava no auge, de scriptoria como a fundação da missão anglo-saxônica na Abadia de Echternach (embora os importantes Evangelhos de Echternach tenham sido criados na Nortúmbria) e o principal mosteiro em Tours, onde Alcuíno de Iorque foi seguido por outro abade anglo-saxão, entre eles cobrindo o período de 796 a 834. Embora a própria biblioteca de Tours tenha sido destruída pelos nórdicos, mais de 60 manuscritos iluminados do século IX do scriptorium sobrevivem, em um estilo que mostra muitos empréstimos de modelos ingleses, especialmente nas páginas iniciais. A metalurgia anglo-saxônica produzida na área de Salzburgo, na Áustria moderna, tem uma contraparte manuscrita nos "Evangelhos de Cutbercht" em Viena.

No século X, os elementos insulares foram relegados a enfeites decorativos na Inglaterra, à medida que a primeira fase do "estilo Winchester" se desenvolveu. O primeiro ornamento vegetal, com folhas e uvas, já foi visto em uma inicial no Bede de Leningrado, de c. 746. A outra letra capitular no manuscrito é a primeira inicial historiada em toda a Europa. O pergaminho de planta ou videira de origem clássica foi amplamente substituído pelo entrelaçamento como o preenchimento dominante de espaços ornamentais na arte anglo-saxônica, assim como aconteceu em grande parte da Europa, começando com a arte carolíngia, embora na Inglaterra os animais dentro dos pergaminhos permanecessem muito mais comuns do que fora do país. Por muito tempo, pergaminhos, especialmente em metal, osso ou marfim, tendiam a ter uma cabeça de animal em uma extremidade e um elemento vegetal na outra.

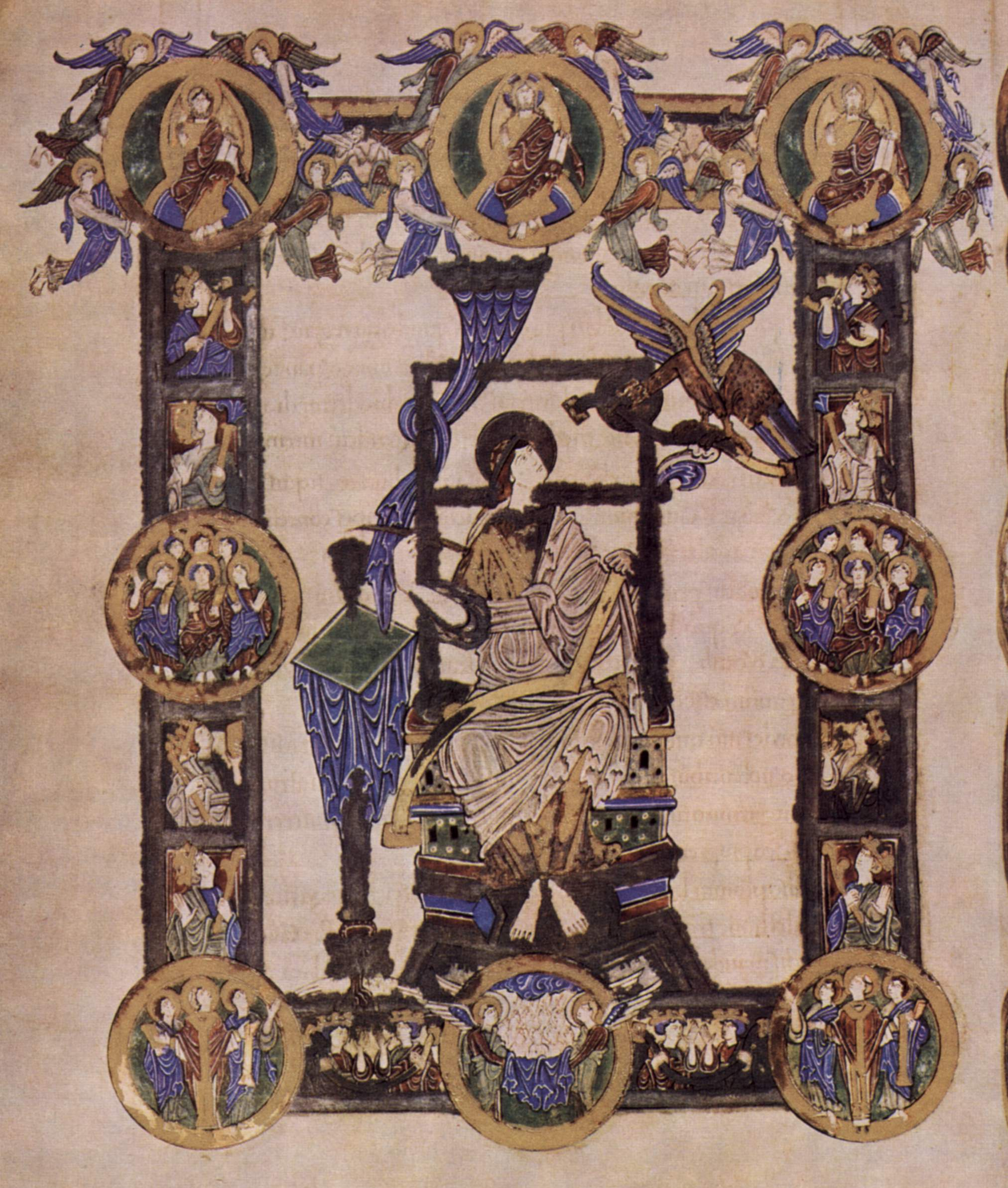
Retrato de evangelista dos Evangelhos de Grimbald, início do século XI, no estilo tardio de Winchester.

Todas essas mudanças não foram restritas a manuscritos e podem não ter sido motivadas pelo estilo, mas existe um número maior de manuscritos sobreviventes do que trabalhos em outras mídias, mesmo que na maioria dos casos as iluminuras sejam restritas a iniciais e talvez algumas miniaturas. Vários projetos ambiciosos de iluminação estão inacabados, como o hexateuco em inglês antigo, que tem cerca de 550 cenas em vários estágios de conclusão, dando uma visão dos métodos de trabalho. As ilustrações dão às cenas do Antigo Testamento um cenário totalmente contemporâneo e são imagens valiosas da vida anglo-saxônica.
Manuscritos do estilo de Winchester só sobreviveram por volta da década de 930 em diante; isso coincidiu com uma onda de renascimento e reforma no monasticismo inglês, encorajada pelo rei Estelstano e seus sucessores. Estelstano promoveu Dunstano, um iluminador praticante, eventualmente a arcebispo da Cantuária, e também Æthelwold e o norueguês treinado na França Oswald. A iluminação em um novo estilo aparece em um manuscrito das biografias do Bede de S. Cuteberto dadas por Estelstano ao mosteiro em Chester-le-Street por volta de 937. Há um retrato de dedicação do rei apresentando seu livro ao santo, os dois do lado de fora de uma grande igreja. Este é o primeiro retrato real de um rei inglês, e fortemente influenciado pelo estilo carolíngio, com uma elegante borda de acanto habitado. No entanto, as iniciais do texto combinam elementos carolíngios com formas de animais de maneira inventiva. Miniaturas adicionadas na Inglaterra ao saltério continental de Estelstano começam a mostrar vivacidade anglo-saxônica no desenho de figuras em composições derivadas de modelos carolíngios e bizantinos, e nas décadas seguintes o estilo distinto de Winchester com cortinas agitadas e elaboradas bordas de acanto se desenvolve.
O Beneditional de S. Æthelwold é uma obra-prima do estilo Winchester posterior, que se baseou no insular, carolíngio, e bizantino para fazer um estilo mais pesado e mais grandioso, onde a ampla classicização da folhagem de acanto às vezes parece excessivamente luxuriante. A ilustração Anglo-saxônica incluía muitos desenhos com caneta, nos quais o carolíngio Saltério de Utrecht, na Cantuária a partir de cerca de 1000, foi altamente influente; o Saltério de Harley é uma cópia do mesmo. O Saltério de Ramsey (c. 990) contém páginas nos estilos de desenho pintado e colorido, incluindo o primeiro beatus vir com uma "máscara de leão", enquanto o Saltério de Tibério, dos últimos anos antes da conquista, utiliza principalmente o matizado. A cultura anglo-saxônica estava entrando cada vez mais em contato e a trocar influências com uma Europa medieval latina mais vasta. O desenho anglo-saxão teve grande influência no norte da França ao longo do século XI, na chamada "escola do canal", e elementos decorativos insulares como entrelaçcado permaneceu popular até o século XII no estilo franco-saxão.

### Galeria de Iluminuras

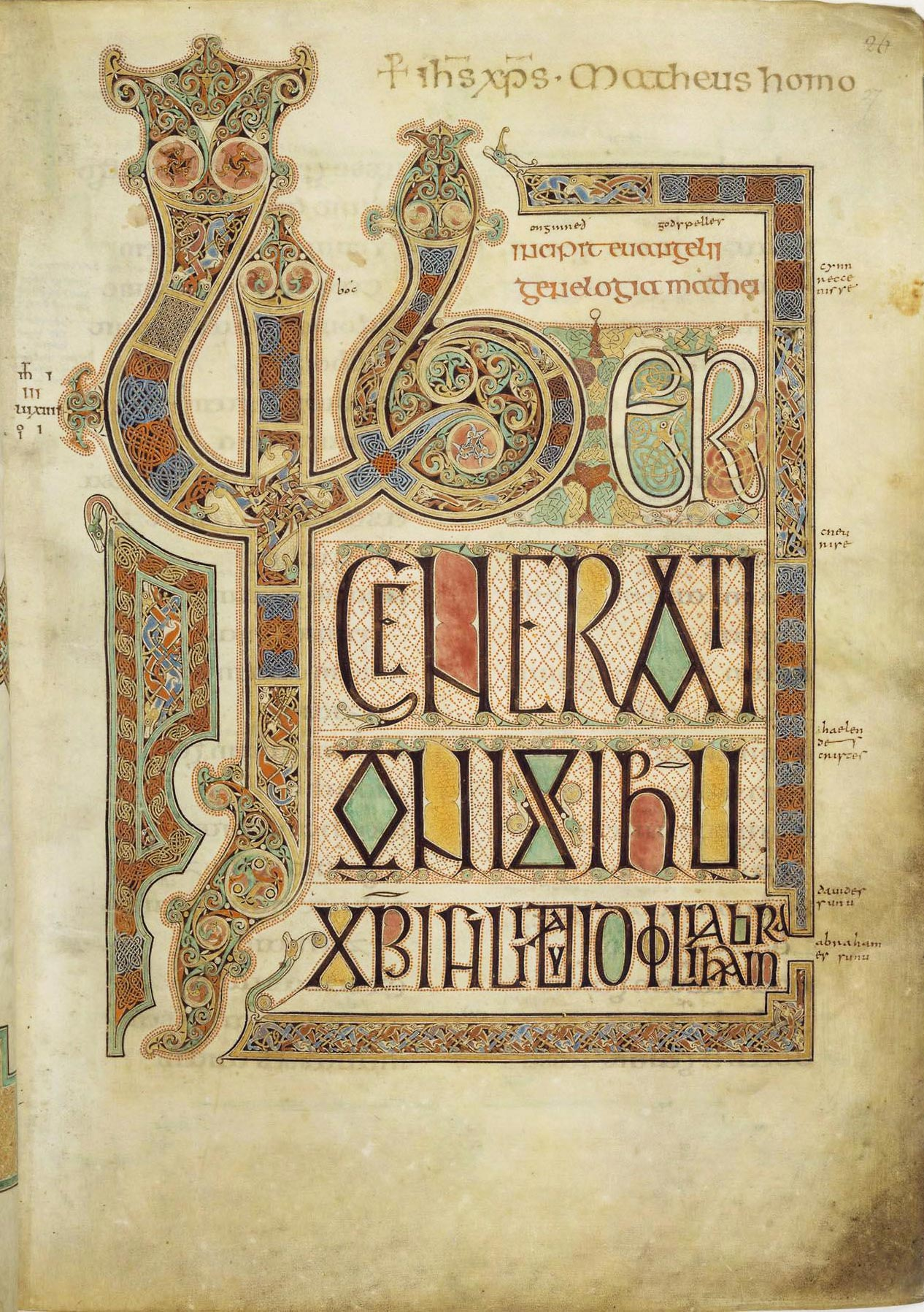
O Incipit para Mateus dos Evangelhos de Lindisfarena, uma obra-prima insular
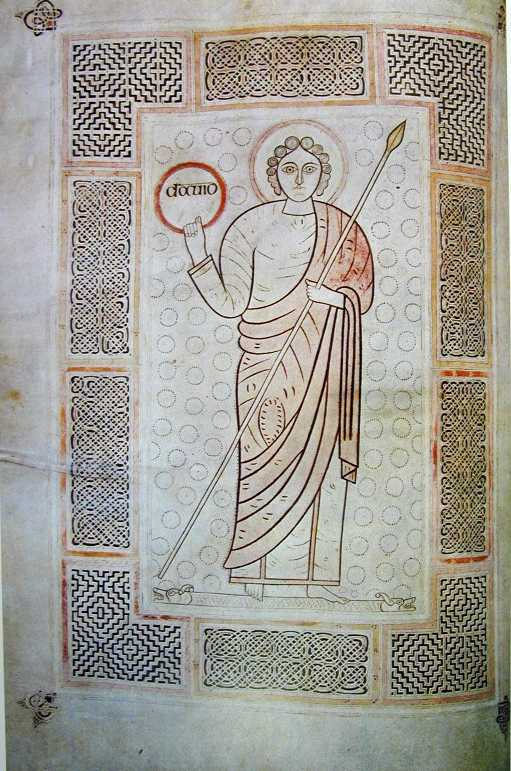
David do Cassiodoro de Durham, um raro manuscrito iluminado não litúrgico do período inicial.
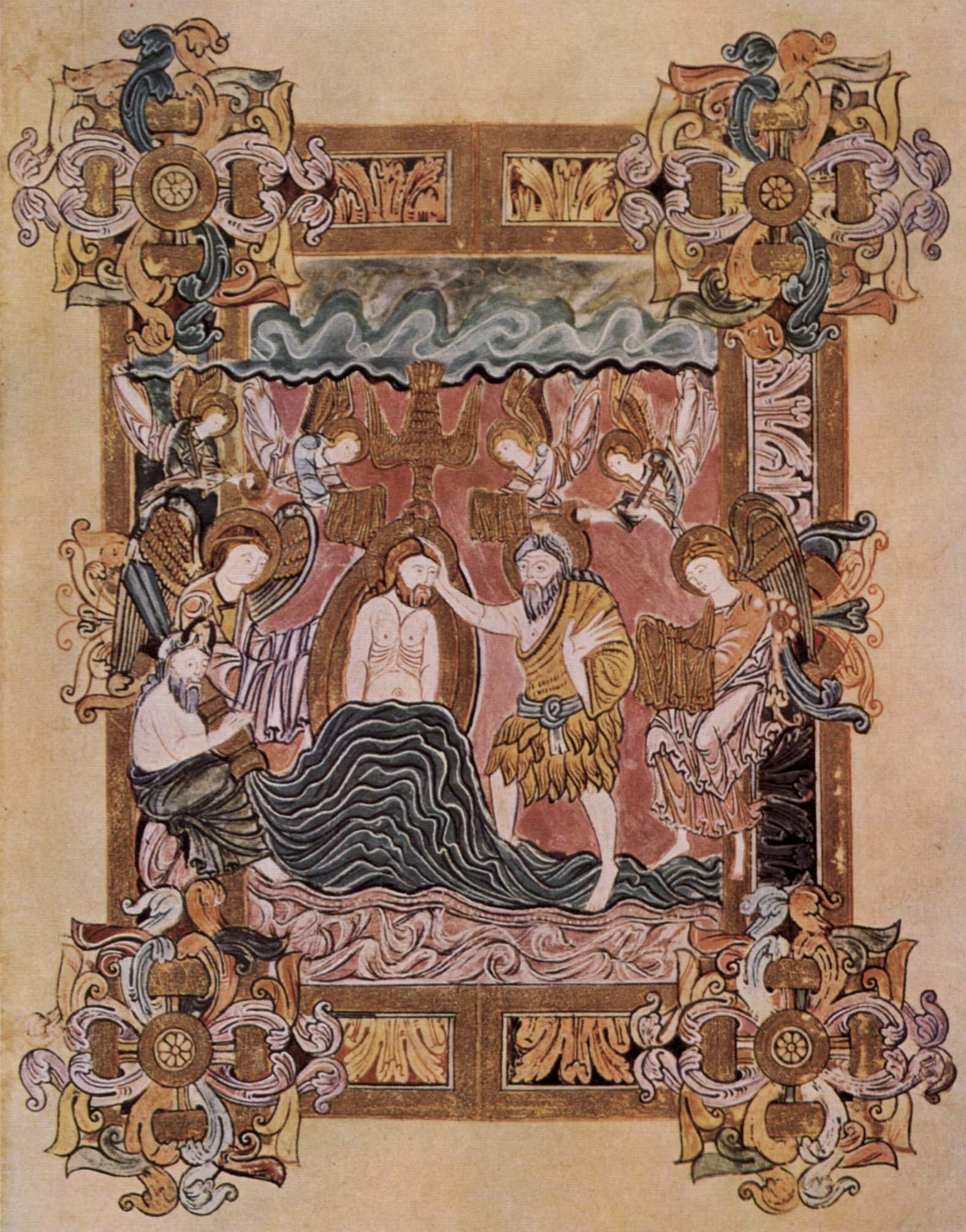
O Batismo de Cristo do Beneditional de S. Æthelwold, c. 970.
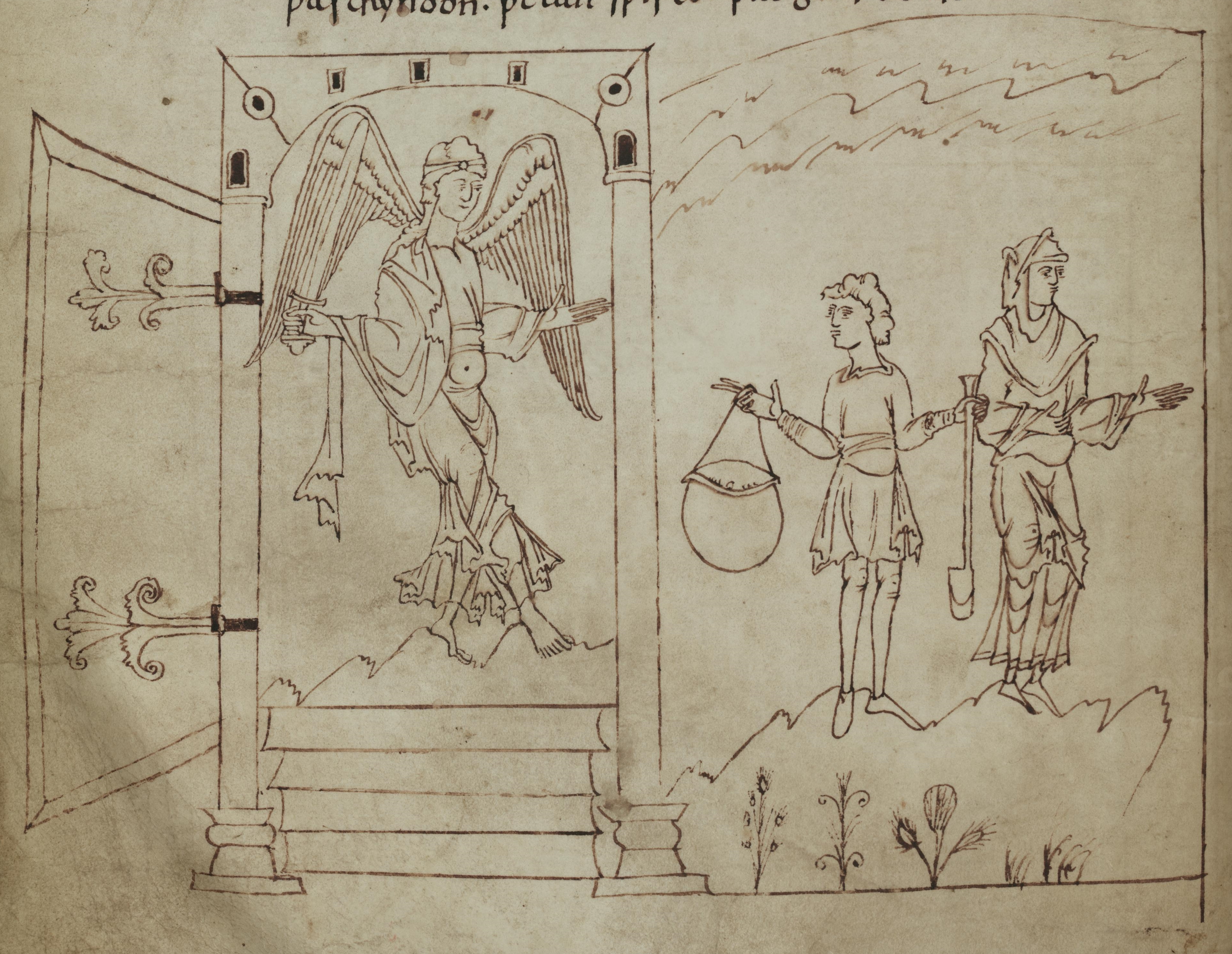
Nesta ilustração da página 46 do manuscrito de Caedmon, um anjo é mostrado guardando os portões do paraíso, depois que Adão e Eva foram expulsos.

## Metalurgia
A metalurgia pagã anglo-saxônica inicialmente utilizou a decoração germânica do Estilo Animal I e II que seria esperada de imigrantes recentes, mas gradualmente desenvolve um caráter anglo-saxão distinto, como no estilo do Broche de Quoit do século V. Os broches anglo-saxões são os remanescentes mais comuns da metalurgia fina do período anterior, quando eram enterrados como bens funerários. Os broches de disco redondo eram preferidos para as peças mais grandiosas, em vez de estilos continentais de fíbulas e broches penanulares romano-britânicos; um gosto anglo-saxão consistente ao longo do período. O Broche de Kingston e o Broche de Harford Farm são exemplos do século VII. A decoração incluía cloisonné, em ouro e granada para peças de alto status.

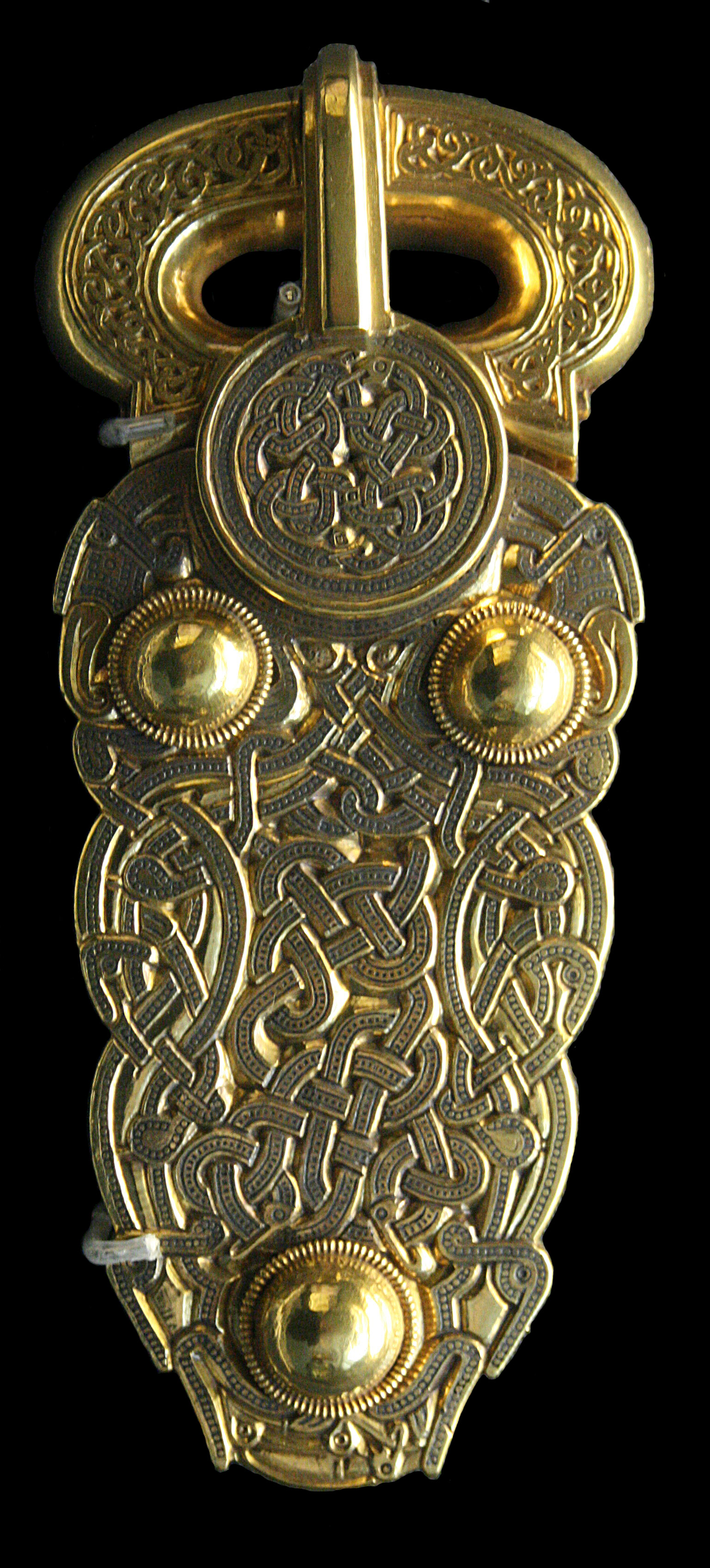
Sutton Hoo, ouro e fivela de cinto niello

Apesar de um número considerável de outras descobertas, o achado do barco funerário em Sutton Hoo, provavelmente enterrado na década de 620, transformou a história da arte anglo-saxônica, mostrando um nível de sofisticação e qualidade totalmente inesperado nesta data. Os achados mais famosos são o capacete e o conjunto correspondente de tampa de bolsa, cinto e outros acessórios do rei ali enterrados. As descobertas deixaram clara a origem da arte anglo-saxônica, anteriormente muito contestada, de muitos elementos do estilo dos manuscritos insulares.
No século X, a metalurgia anglo-saxônica tinha uma reputação famosa em lugares tão distantes quanto a Itália, onde ourives ingleses trabalhavam em placas para o altar da própria Basílica de S. Pedro, mas quase nenhuma peça sobreviveu às depredações da conquista normanda em 1066, e a Reforma Inglesa — nenhum dos grandes santuários, portas e estátuas, que sabemos que existiram, e dos quais alguns exemplos continentais contemporâneos sobreviveram.

As referências a trabalhos específicos do artista monástico do século XI, Spearhafoc — nenhum dos quais sobreviveu de forma identificável — são sobre trabalhos em metais preciosos, e ele é um de um pequeno número de artistas metalúrgicos do período cujo nome conhecemos e cujo trabalho é descrito. Segundo várias fontes, incluindo o cronista normando Goscelin, que o conheceu pessoalmente, Spearhafoc "se destacou na pintura, gravura em ouro e ourivesaria", a pintura era em manuscritos iluminados. Provavelmente foi seu trabalho artístico que o colocou em contato com a família real e lançou sua rápida promoção na igreja. Mesmo os detalhes imprecisos fornecidos, principalmente por Goscelin, são, portanto, valiosas evidências de como era a metalurgia anglo-saxônica.

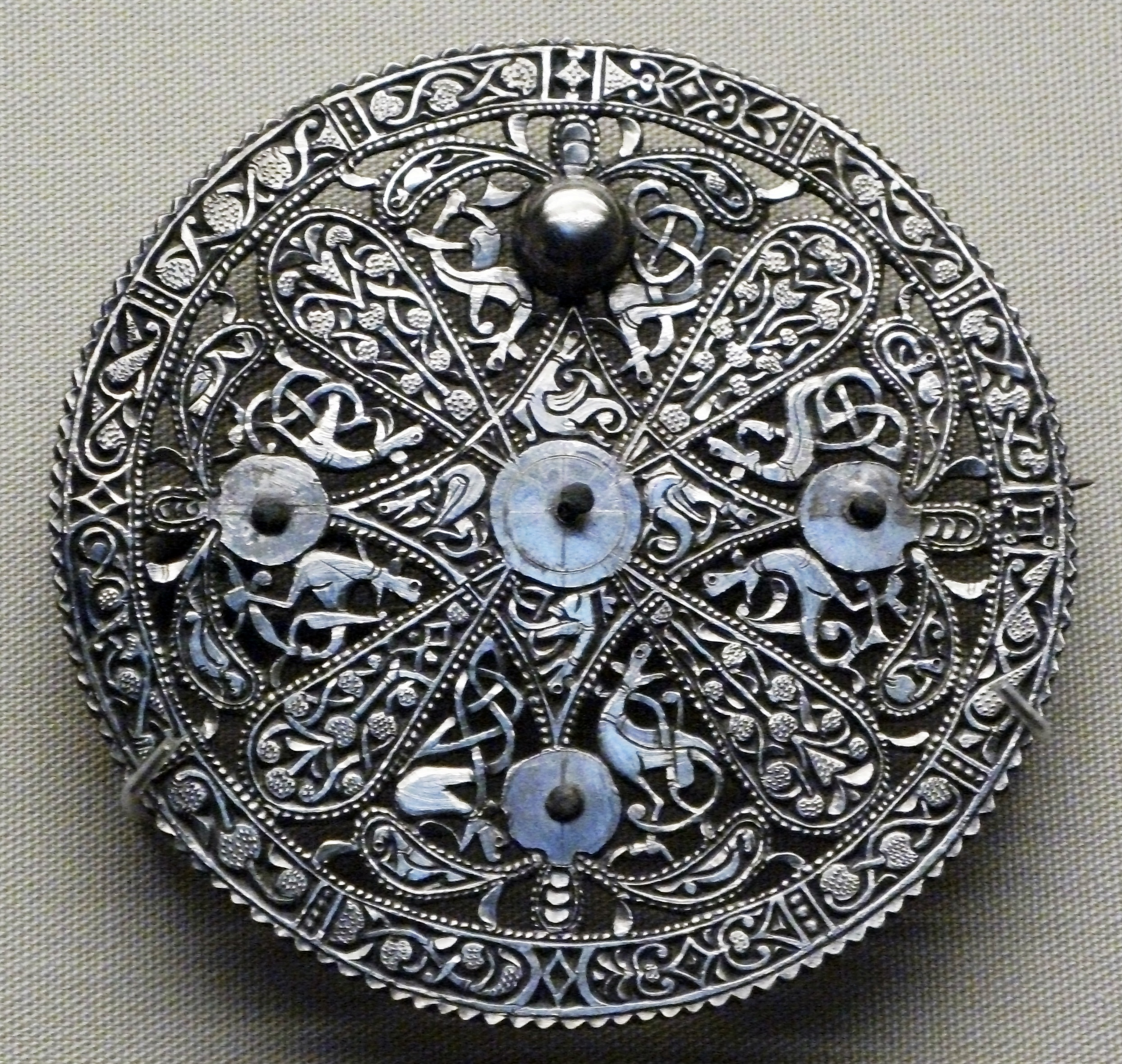
Broche do Tesouro de Pentney, no estilo Trewhiddle.

A habilidade anglo-saxônica em gravura em ouro, desenhos e figuras gravadas em objetos de ouro é mencionada por muitas fontes estrangeiras, e as poucas figuras gravadas remanescentes se assemelham às muito mais numerosas figuras desenhadas a caneta em manuscritos — também uma especialidade anglo-saxônica. Pinturas de parede, que às vezes parecem conter ouro, também foram aparentemente feitas por iluminadores de manuscritos, e a descrição de Goscelin de seus talentos, portanto, sugere um artista hábil em todas as principais mídias anglo-saxônicas para arte figurativa — das quais ser ourives era então considerado como o ramo de maior prestígio. Um ourives leigo do século XI poderia ser até mesmo um Tano.
Muitos artistas monásticos alcançaram altos cargos; a carreira de Spearhafoc na metalurgia teve um paralelo menos sensacionalista com seu contemporâneo Mannig, abade de Evesham (de 1044–58, falecido em 1066), e no final do século anterior, S. Dunstano fora um arcebispo de Cantuária muito bem-sucedido. Como Spearhafoc, a biografia de Mannig, com alguns detalhes precisos, é dada na crônica mantida por sua abadia. Seu trabalho também teve um milagre associado a ele: o ourives Godric esfaqueou sua mão com uma sovela durante o trabalho no grande santuário em Evesham, que foi milagrosamente curado durante a noite. Spearhafoc e Mannig são os "apenas dois ourives de quem estendemos relatos", e as informações adicionais fornecidas sobre Godric, o líder de uma equipe trazida por Mannig para o santuário, também são únicas entre as evidências sobreviventes. Cerca de vinte anos após o milagre, ele ingressou na Abadia de Evesham, provavelmente aposentado, e seu filho mais tarde se tornou prior lá.

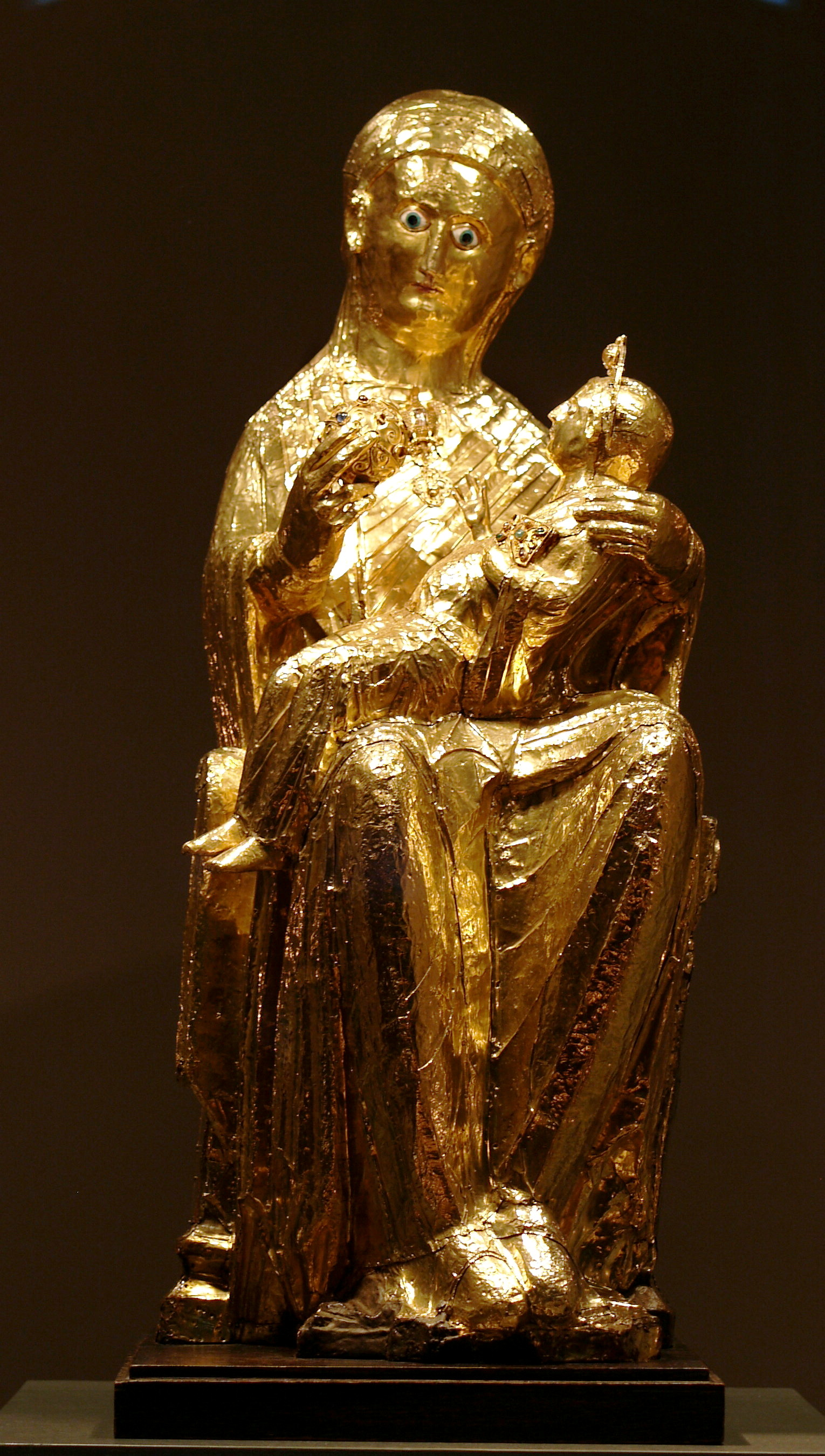
A Madona Dourada de Essen (c. 980)

No último século do período registram-se algumas grandes figuras em metais preciosos; presumivelmente, eram feitas de folhas finas sobre um núcleo de madeira como a Madona Dourada de Essen, o maior exemplo desse tipo de figura do início da Idade Média a sobreviver em qualquer lugar da Europa. Estes parecem ter sido em tamanho natural, ou quase isso, e eram principalmente crucifixos, às vezes com figuras de Maria e João Evangelista em ambos os lados. O patrocínio das grandes figuras da terra e dos maiores mosteiros tornou-se extravagante neste período, e as maiores igrejas anglo-saxônicas tardias devem ter apresentado um espetáculo deslumbrante, um pouco no estilo das igrejas ortodoxas orientais. O gosto anglo-saxão deleitava-se com materiais caros e os efeitos da luz em metais preciosos, que também eram bordados em tecidos e usados em pinturas murais. Seções de elementos decorados de algumas grandes obras saqueadas, como relicários, foram serradas por invasores vikings e levadas para casa para suas esposas usarem como joias, e várias delas sobrevivem em museus escandinavos.
Enquanto obras maiores foram todas perdidas, vários pequenos objetos e fragmentos sobreviveram, quase todos enterrados; nas últimas décadas, a arqueologia profissional, bem como a detecção de metais e a lavra profunda, aumentaram muito o número de objetos conhecidos. Entre as poucas exceções insepultas estão o broche de Fuller e duas obras feitas em estilo anglo-saxão transportadas para a Áustria pela missão anglo-saxônica, o Cálice Tassilo (final do século VIII) e a Cruz Rupertus. Especialmente no século IX, estilos anglo-saxões, às vezes derivados de manuscritos em vez de exemplos de metal, são encontrados em um grande número de pequenas peças de joalheria e outros pequenos acessórios de todo o norte da Europa.

Da própria Inglaterra, a Joia Alfred, com face esmaltada, é a mais conhecida de um grupo de joias litúrgicas finamente trabalhadas, e há uma série de broches de disco de alta qualidade. Os mais ornamentados dos anteriores são coloridos e complicados com incrustações e filigranas, mas o Tesouro de Pentney do século IX, descoberto em 1978, continha seis esplêndidos broches em prata plana vazados no "estilo Trewhiddle". Nesses, animais pequenos, mas totalmente formados, de espécies não reconhecíveis, contorcem-se em folhagens e gavinhas que se entrelaçam, mas sem a geometria enfática do estilo "fita" anterior. O broche de Ædwen, um broche de disco de prata anglo-escandinavo do século XI, mostra influência da arte viking e uma queda dos mais altos padrões anteriores de fabricação.

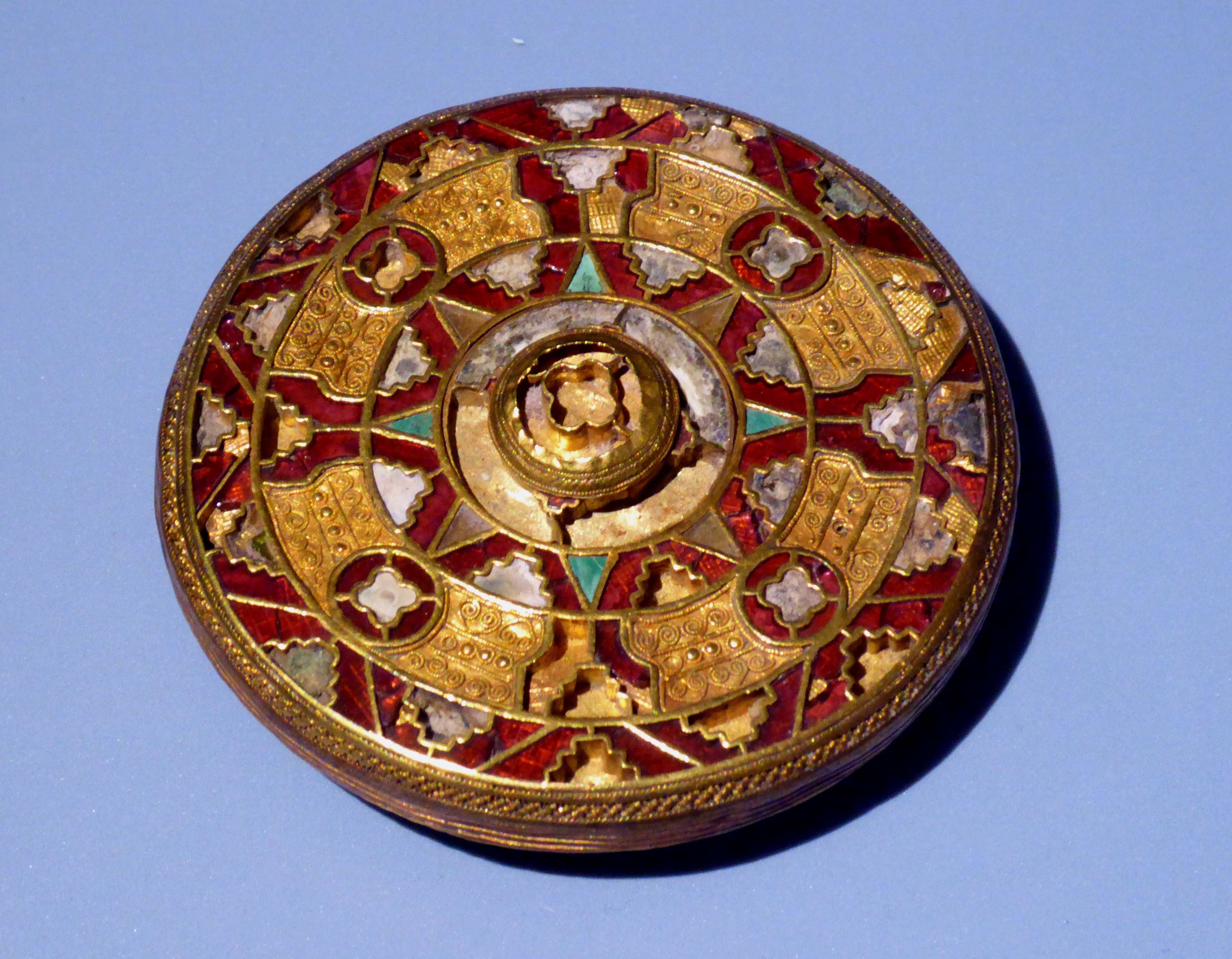
Broche de disco de Monkton, em exibição no Museu Ashmolean

Em 2009, o tesouro de Staffordshire — um grande tesouro de mais de 1.500 fragmentos de peças de metalurgia dos séculos 7 e 8, principalmente de ouro e de natureza militar, muitos com incrustações de ouro e granada cloisonné de alta qualidade — foi encontrado por um detector de metais em Staffordshire, depois na Mércia. As joias são encontradas com muito mais frequência em enterros do início do período pagão, já que o cristianismo desencorajava bens funerários, mesmo os pertences pessoais do falecido. As primeiras joias anglo-saxônicas incluem vários tipos de fíbulas que se aproximam de seus equivalentes germânicos continentais, mas até a descoberta de Sutton Hoo raramente eram de qualidade excepcional, razão pela qual esse achado transformou o pensamento sobre a arte anglo-saxônica primitiva. Objetos da tumba anglo-saxônica real em Prittlewell, Essex, datados do final do século VI e descobertos em 2003, foram exibidos no Southend Central Museum em 2019.
O mais antigo tipo de moeda anglo-saxônica, a esceta de prata, forçou artesãos — sem dúvida solicitados a copiar estilos continentais romanos e contemporâneos — a trabalhar fora de suas formas e convenções tradicionais em relação às cabeças do anverso, com resultados variados. Pennies de prata posteriores, com cabeças de reis em relevo amplamente lineares de perfil no anverso, são mais uniformes, como representantes do que era uma moeda estável e respeitada pelos padrões europeus contemporâneos. Várias facas saxo completas sobreviveram com inscrições e algumas decorações. Acessórios de espada e outras peças militares são uma importante forma de joalheria. Um tratado sobre status social precisava dizer que a mera posse de uma espada dourada não tornava um homem um ceorle, o posto mais baixo dos homens livres.

### Galeria de metalurgia

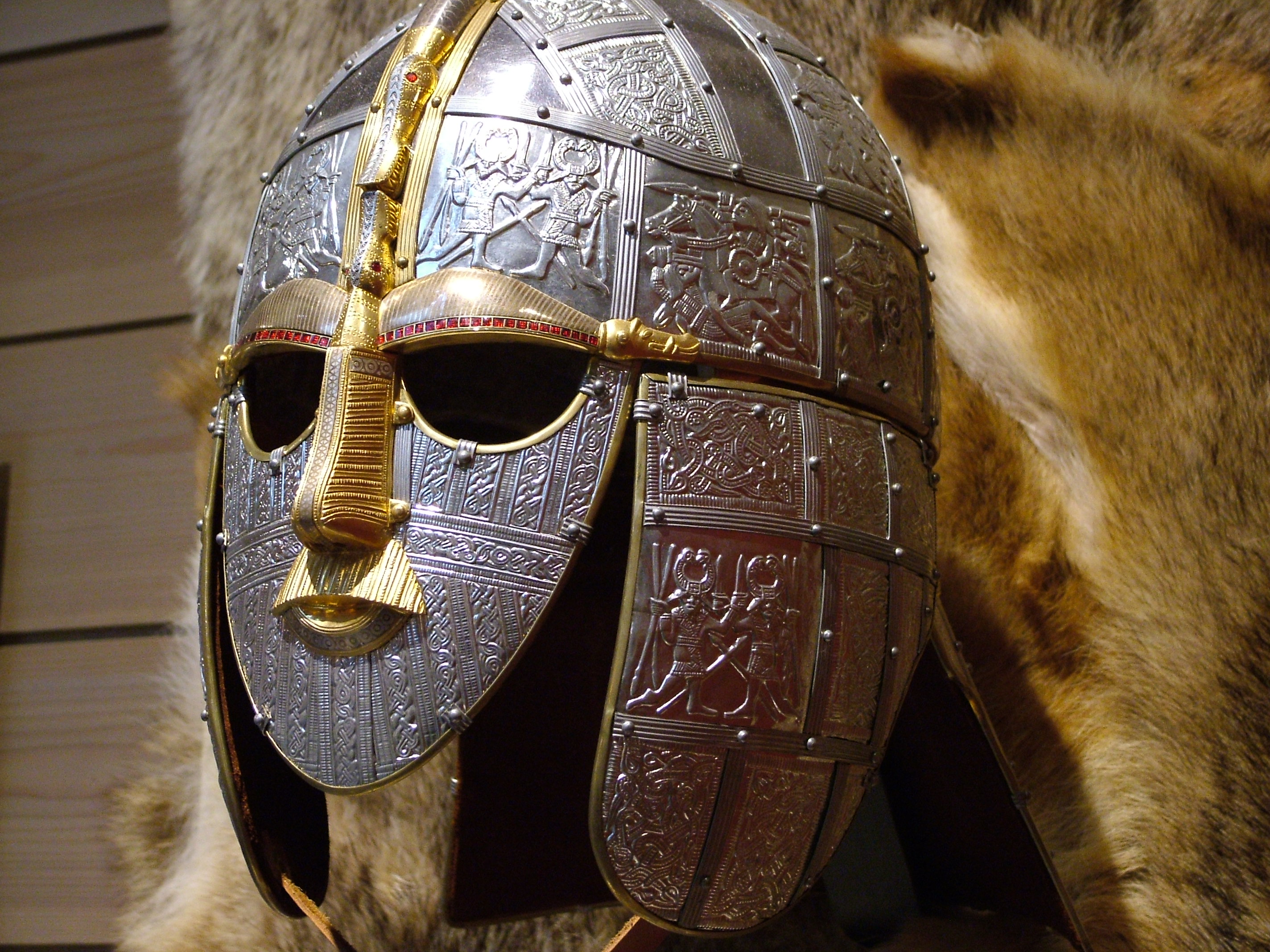
Capacete réplica de Sutton Hoo em Suffolk
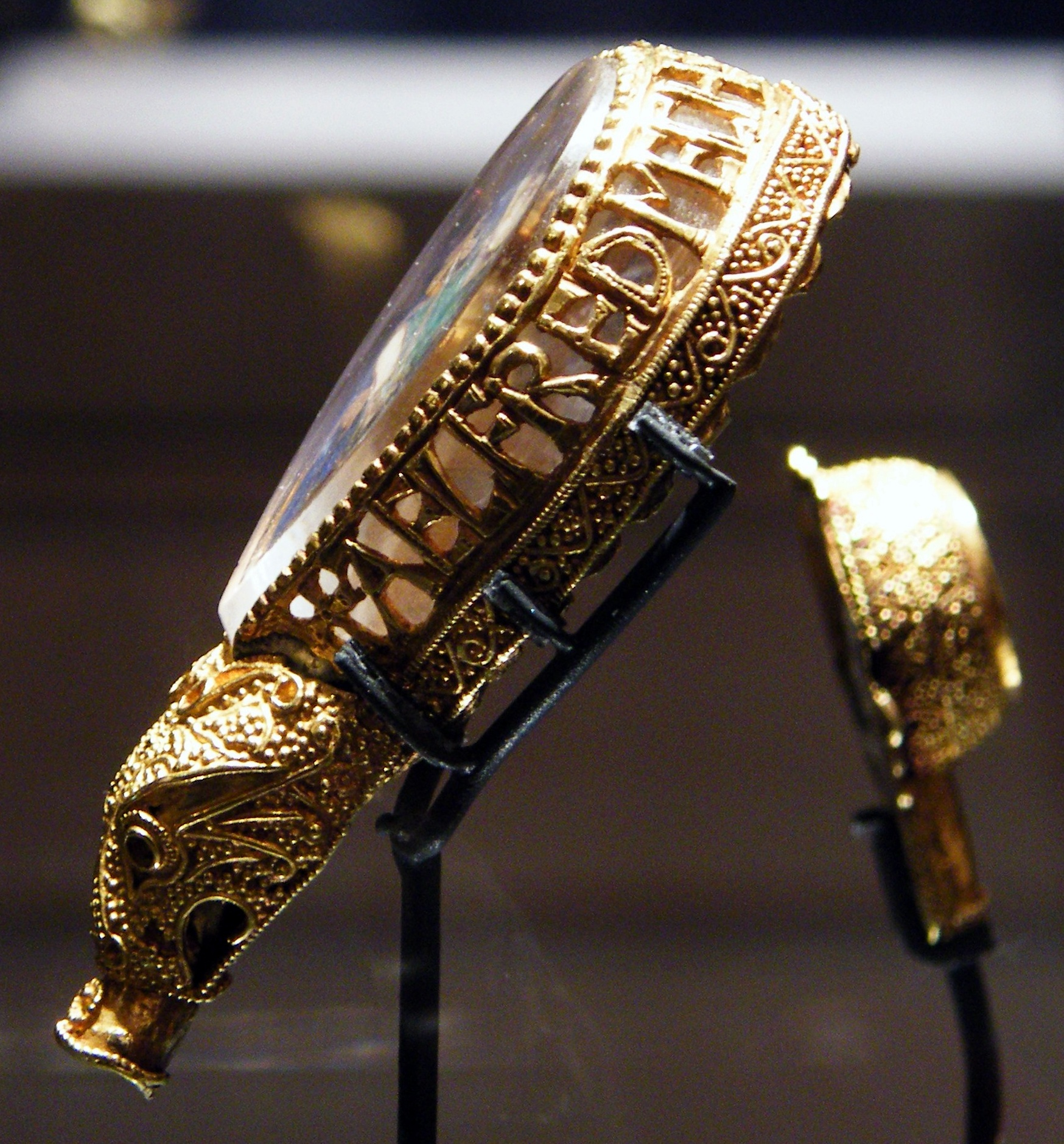
A Jóia de Alfred, provavelmente um ponteiro para leitura. O nome AELFRED pode ser visto.
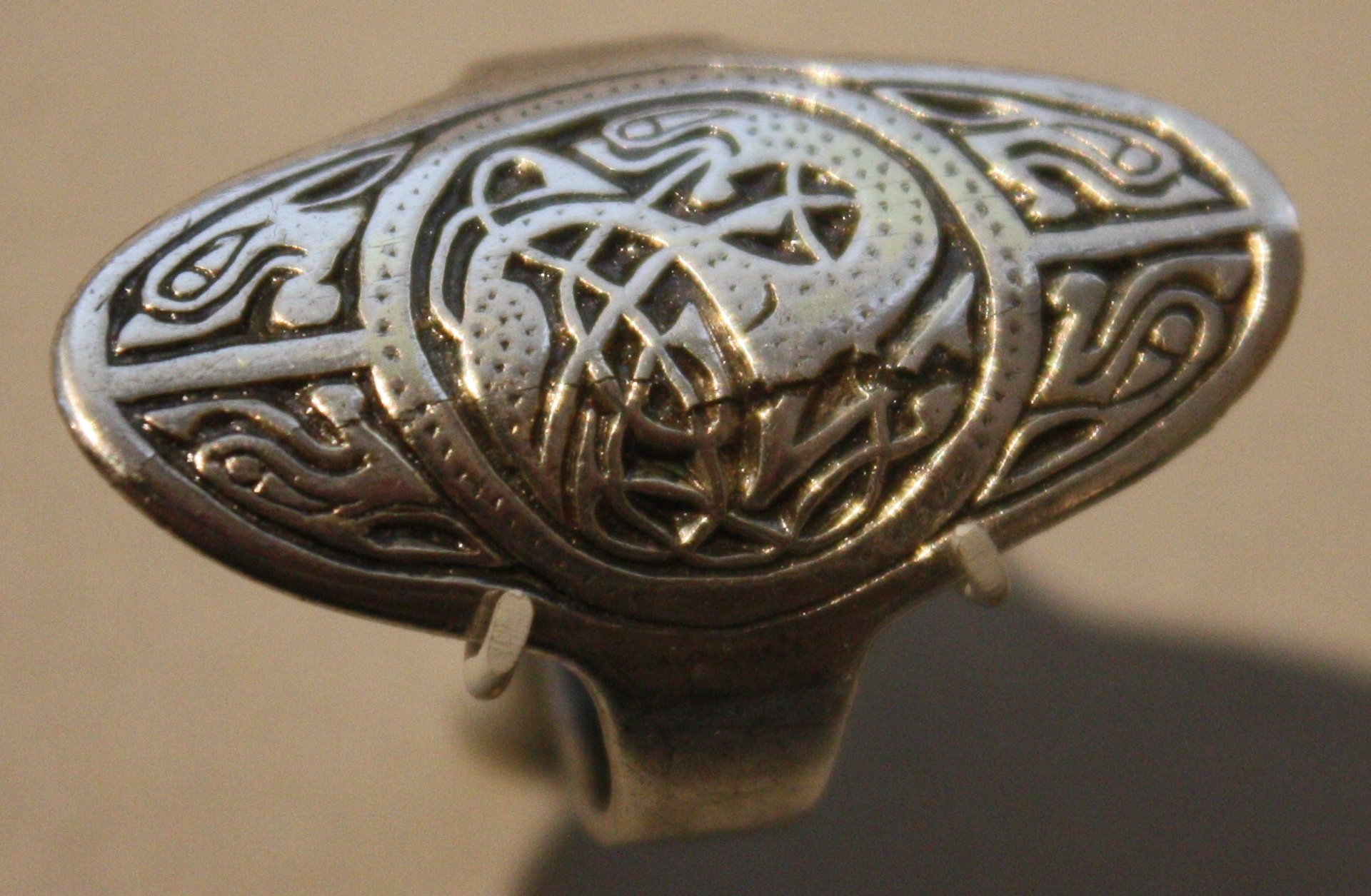
Anel, 775-850, no estilo Trewhiddle
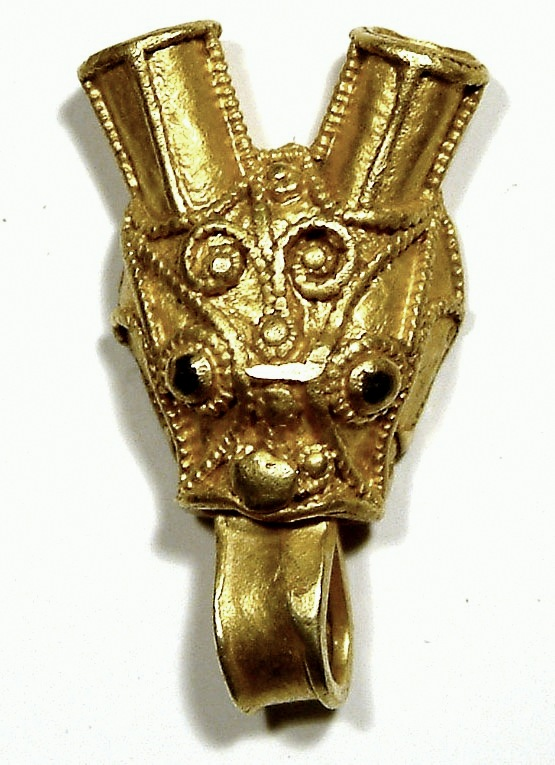
O Sutton-on-the-Forest de North Yorkshire. Uma alça incomum montada na forma de uma cabeça de animal
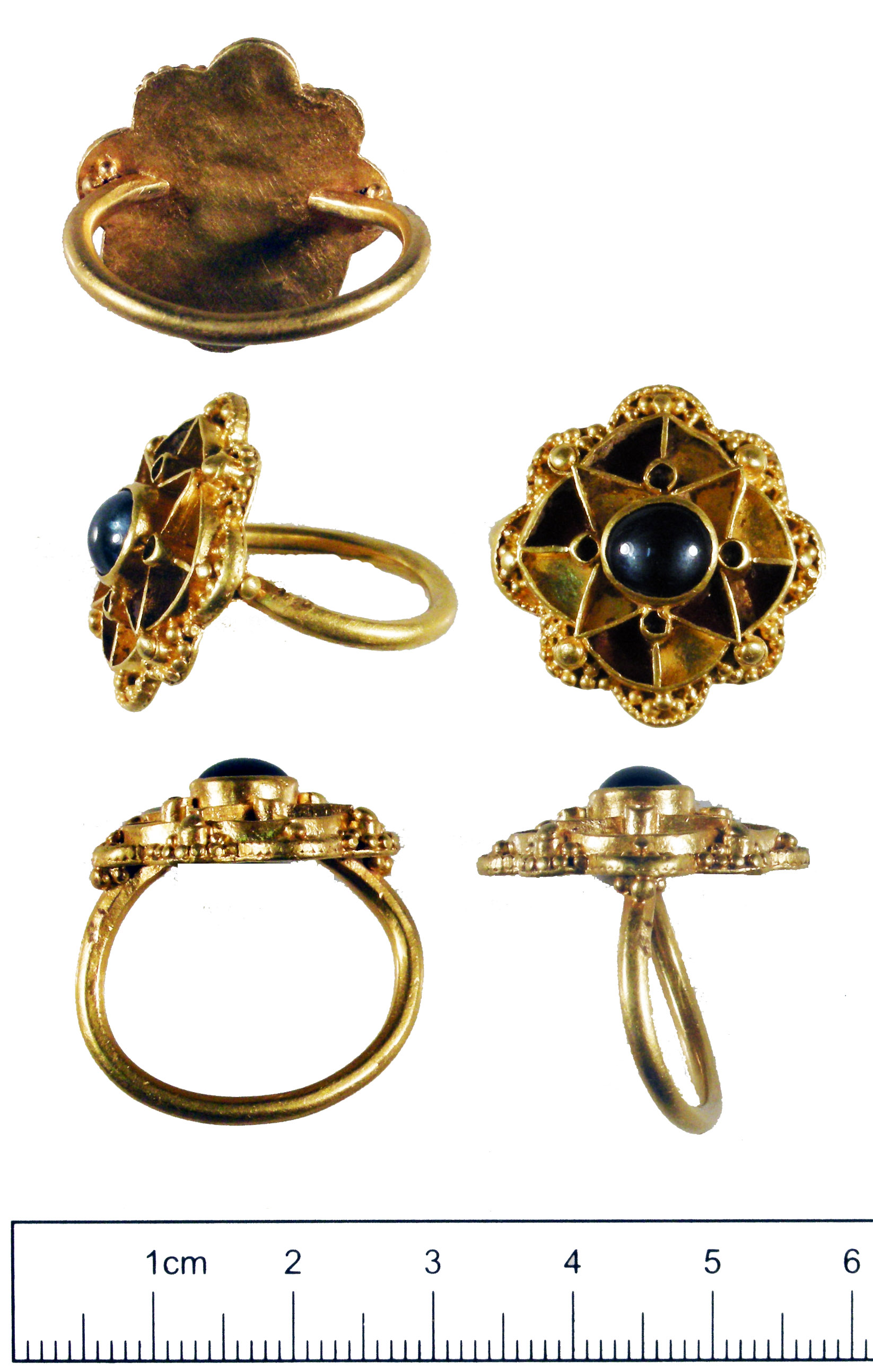
O anel de Escrick de ouro com uma safira e incrustação de vidro

## Escultura monumental e murais

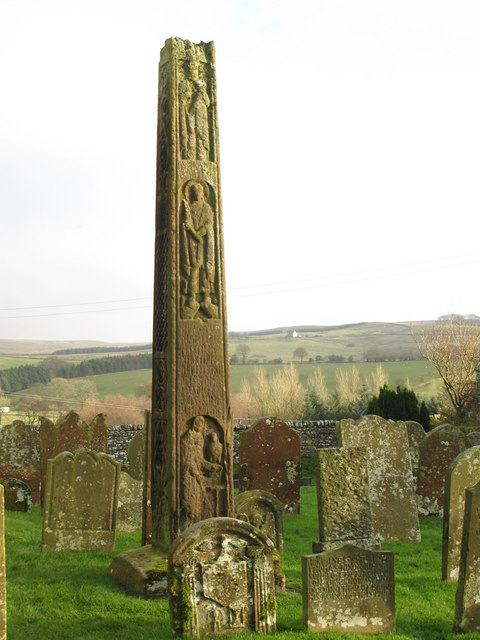
A Cruz de Bewcastle em Cúmbria

Além da arquitetura anglo-saxônica, que sobrevive inteiramente em igrejas, com apenas um punhado de exemplos praticamente inalterados, a escultura monumental de pedra sobrevive em grandes cruzes de pedra, equivalentes às cruzes altas das áreas celtas da Grã-Bretanha. A maioria das esculturas provavelmente já foi pintada, esclarecendo os desenhos, que são em sua maioria em baixo relevo e não acabados com grande precisão, e agora quase todos muito gastos e desgastados. A datação geralmente é difícil.
A escultura em madeira provavelmente era mais comum, mas quase a única grande sobrevivência significativa é o caixão de São Cuthbert na Catedral de Durham, provavelmente feito em 698, com numerosas imagens lineares esculpidas ou incisas em uma técnica que é uma espécie de gravura em grande escala. O material das primeiras cruzes registradas é desconhecido, mas pode muito bem ter sido madeira. De várias referências (à sua destruição pelos cristãos) parece ter havido uma tradição de escultura monumental pagã anglo-saxônica, provavelmente em madeira, da qual não restam exemplos (em oposição às imagens pagãs anglo-escandinavas posteriores), e com o qual os cruzamentos inicialmente competiam.
As cruzes anglo-saxônicas sobreviveram menos do que as da Irlanda, estando mais sujeitas à iconoclastia após a Reforma Inglesa. Alguns apresentavam grandes esculturas figurativas de qualidade considerável, como na Cruz de Ruthwell e na Cruz de Bewcastle (ambas provavelmente por volta de 800). A decoração e o entrelaçamento de rolos de videira são vistos em painéis alternados nas primeiras cruzes de Ruthwell, Bewcastle e Easby da Nortúmbria, embora o rolo de videira já seja mais proeminente e tenha faces próprias. Os cruzamentos sulumbrianos posteriores geralmente usam apenas rolos de videira. Pode haver inscrições, nas escritas rúnicas ou romanas, e em latim ou inglês antigo, mais famosas em Ruthwell, onde parte do poema Dream of the Rood (Livro de Vercelli) está inscrito junto com textos latinos; mais frequentemente, os doadores e patronos são comemorados. Também foi sugerido que, além da pintura, eles podem ter sido embelezados com trabalhos em metal e pedras preciosas.
Normalmente, as cruzes anglo-saxônicas são altas e esguias em comparação com os exemplos irlandeses, muitas com uma seção quase quadrada e mais espaço dado ao ornamento do que às figuras. No entanto, há exceções, como as enormes Cruzes de Sandbach da Mércia, com seções oblongas cobertas principalmente por figuras nas faces mais largas, como algumas cruzes irlandesas. A Cruz de Gosforth, de 930–950, é um raro exemplo a sobreviver completamente; a maioria das sobrevivências é apenas uma seção do poço, e os iconoclastas estavam mais preocupados em destruir imagens do que ornamentos. Muitas cruzes devem ter caído depois de alguns séculos; capacetes são as remanescências menos comuns, e a Cruz de Easby foi consertada com chumbo da maneira descrita em documentos anteriores. Como muitos monumentos da área de Danelaw, a Cruz de Gosforth combina imagens cristãs com as da mitologia pagã; além de uma cena da Crucificação, e talvez cenas do Juízo Final, todas as outras imagens parecem pertencer ao mito nórdico do Ragnarök, a destruição dos deuses, tema detectado em outros monumentos na Grã-Bretanha e na Escandinávia, e que poderia ter se voltado para o interesse cristão.

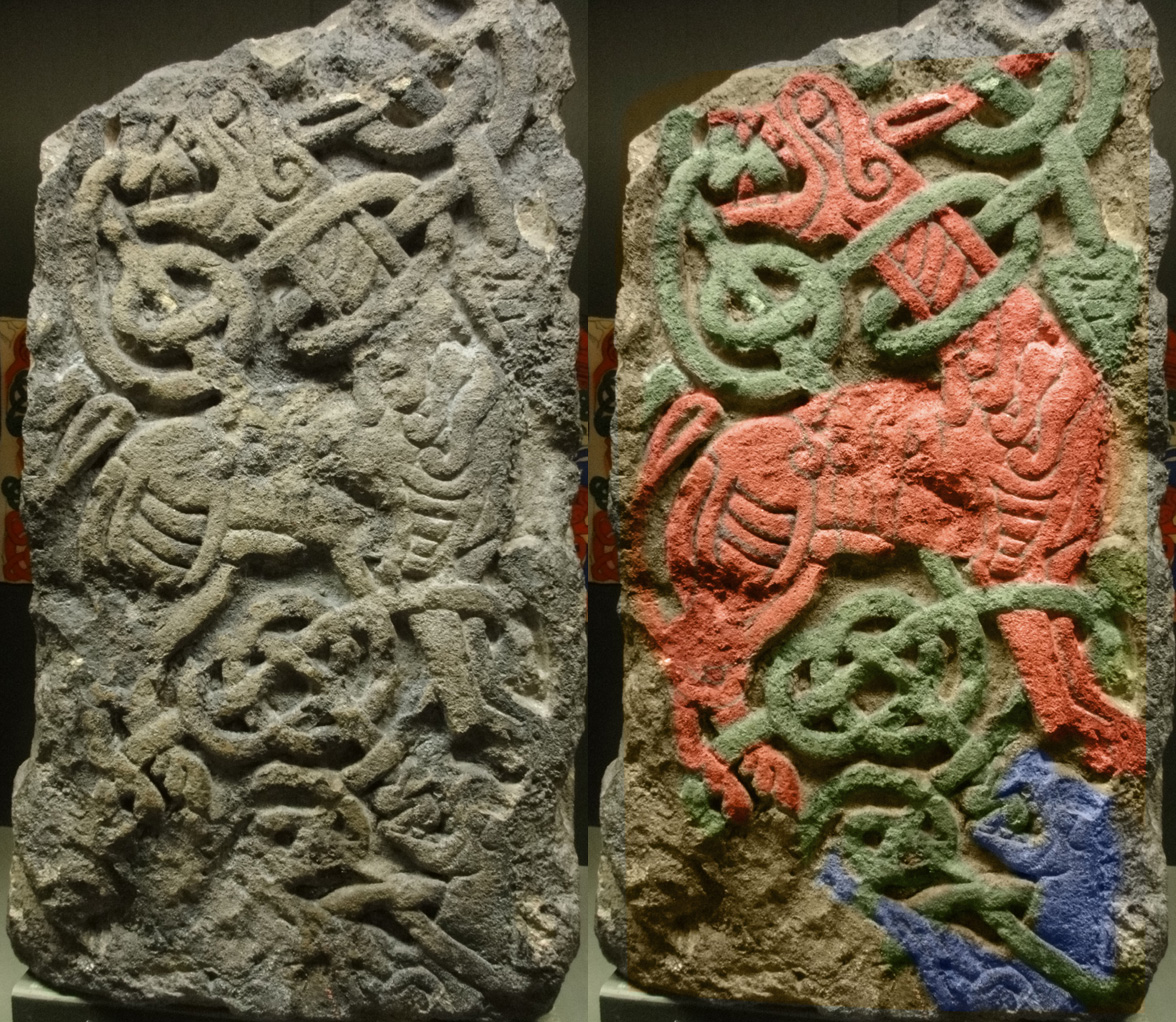
Fragmento de eixo transversal de Priorado de S. Oswald, Gloucester; à direita com cor adicionada, mas talvez não autêntica.

Os anglo-escandinavos adotaram as formas escultóricas anglo-saxônicas com grande entusiasmo e, somente em Yorkshire, existem fragmentos de mais de 500 esculturas monumentais dos séculos X e XI. No entanto, a quantidade não correspondia à qualidade, e mesmo os produtos da cidade principal, York, são descritos por David M. Wilson como "geralmente miseráveis e desleixados". Nos estágios iniciais, os estilos sucessivos da arte nórdica aparecem na Inglaterra, mas gradualmente, à medida que os laços políticos e culturais se enfraquecem, os anglo-escandinavos não conseguem acompanhar as tendências da pátria. Assim, os elementos do estilo Borre são vistos, por exemplo, no entrelaçamento de "cadeia de anéis" na Cruz de Gosforth, e então os animais complexos do estilo Jelling são retratados de maneira bastante incompetente na Inglaterra, mas os traços do próximo estilo Mammen são difíceis de detectar; são muito mais claros na Ilha de Man. Eles são "talvez, vagamente" evidentes no eixo transversal do Priorado de S. Oswald, Gloucester (ilustrado acima à direita). Em geral, os traços desses estilos em outras mídias são ainda mais sutis.
Uma forma exclusivamente anglo-escandinava é o hogback, lápide baixa em forma de uma casa comprida com telhado inclinado e, às vezes, ursos amordaçados agarrados em cada extremidade. O ornamento às vezes é um padrão grosseiro de pontuação ou elementos semelhantes a escalas, presumivelmente representando telhas, mas podem incluir entrelaçamento e imagens.
Muitos fragmentos, partes de frisos e painéis com figura e talha ornamental, foram recuperados pela arqueologia, geralmente depois de reaproveitados em igrejas reconstruídas. O maior grupo de escultura anglo-saxônica é de uma antiga abadia em Breedon-on-the-Hill, na Mércia, com vários elementos de diferentes datas, incluindo frisos decorativos estreitos e vivos, muitos incluindo figuras humanas e painéis com santos e a Virgem. Os fragmentos mais intrigantes são primeiramente um grupo, agora na Catedral de Cantuária, da Igreja de St Mary, Reculver, em Kent, de uma grande composição com muitas cenas de figuras e grupos em uma superfície curva, evidentemente de alta qualidade, embora data incerta (talvez século X). Um Sacrifício de Isaque e uma Ascensão podem ser identificados, e partes de grupos permanentes de santos, profetas ou apóstolos.
Igualmente separada de outras sobrevivências está uma laje tardia de Old Minster, Winchester, que parece mostrar uma seção de um grande friso com a história da mitologia germânica de Sigmund, que foi sugerido poder ter até 25 metros de largura, e mais de quatro pés de altura. Existem referências literárias a tapeçarias narrativas seculares, uma tradição da qual a Tapeçaria de Bayeux é a única remanescente, e isso pode ter sido um equivalente em pedra, celebrando Sigmund, que se acreditava ser um ancestral das casas reais casadas entre Inglaterra e Dinamarca, muitos dos quais foram enterrados naquela que era então a maior igreja da Inglaterra.
Também está claro a partir de fontes literárias que os murais não eram incomuns, embora não fossem uma forma com prestígio. Fragmentos de gesso pintado foram encontrados, bem como um rosto pintado em uma pedra reutilizada em Winchester, datado de antes de 903, e assim um importante exemplo inicial do estilo de figura de Winchester. Uma metáfora em uma carta de Alcuíno fala de "estrelas, como o teto pintado da casa de um grande homem". No entanto, nenhuma pintura que esteja completa sobreviveu em qualquer parede ou painel.

### Galeria megalítica

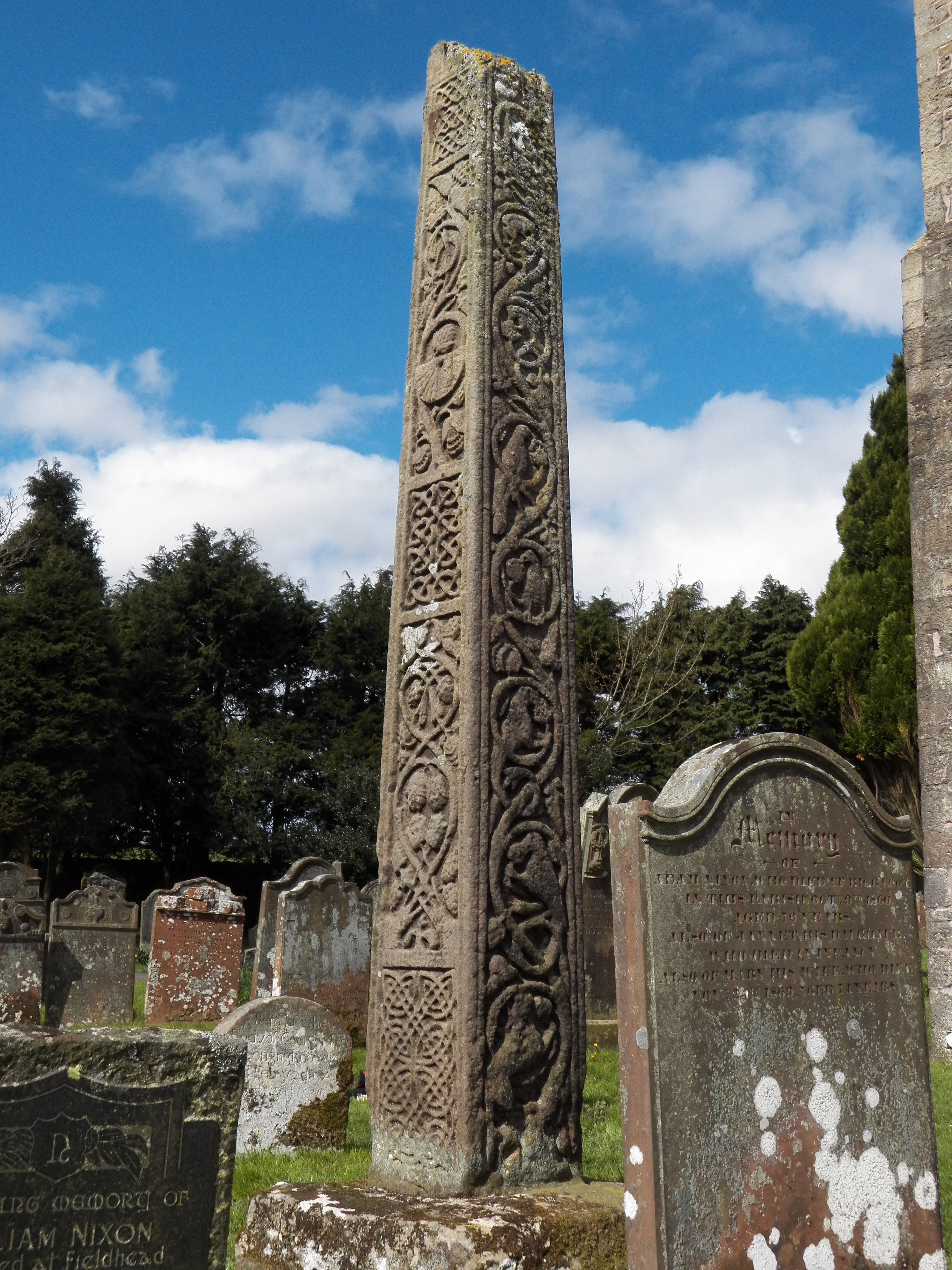
Cruz de Bewcastle - faces sul e leste
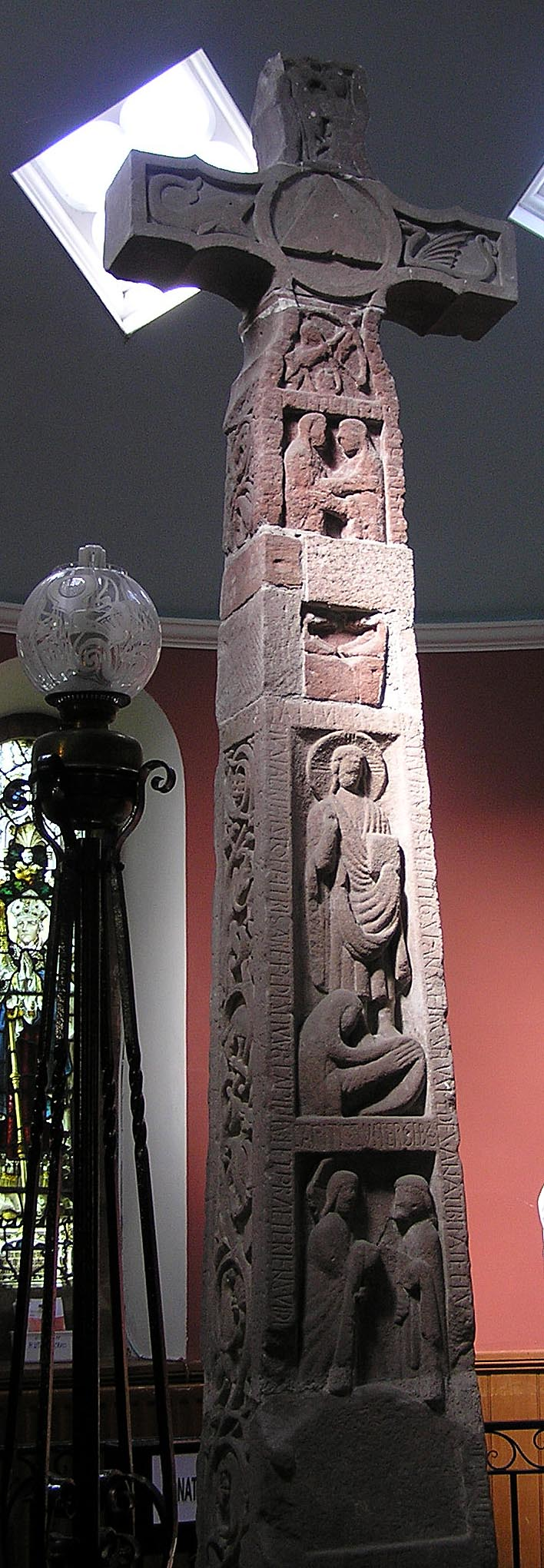
Cruz de Ruthwell, Dumfries and Galloway, Escócia
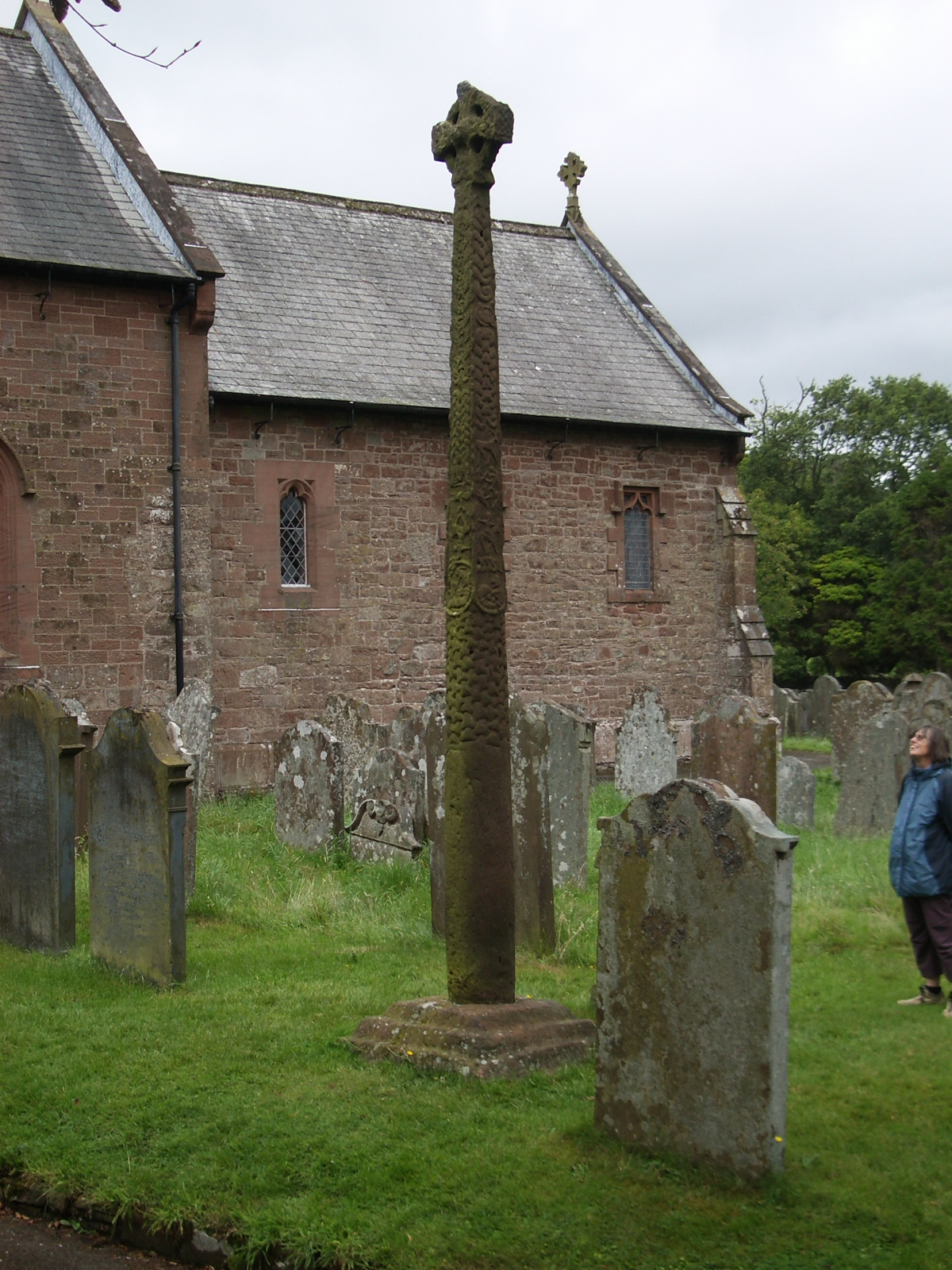
A Cruz de Gosforth, Cúmbria
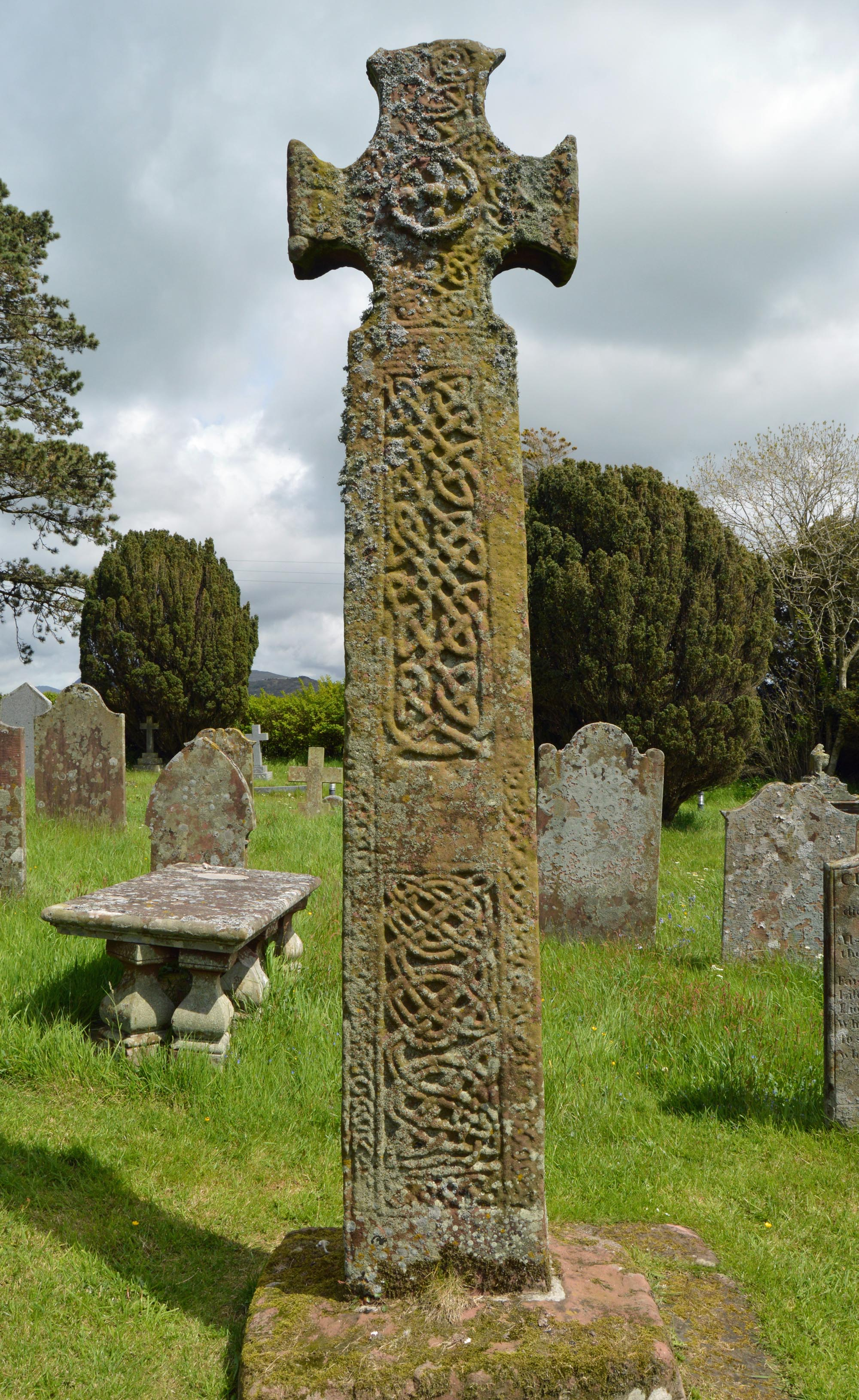
Cruz de Irton, Cúmbria
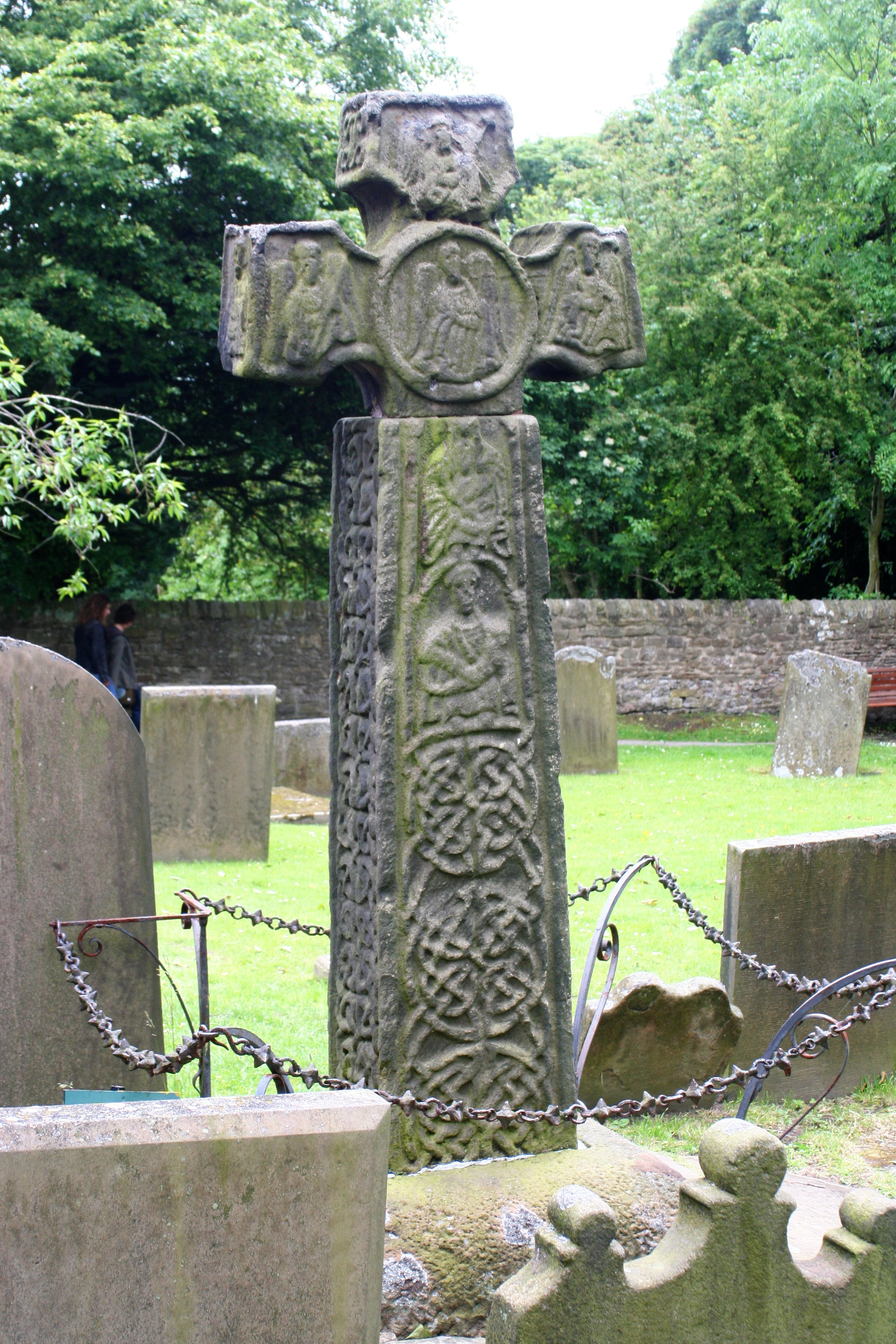
cruz do século VIII em Eyam em Derbyshire com entrelaçamento; veja aqui o rosto com pergaminhos de videira
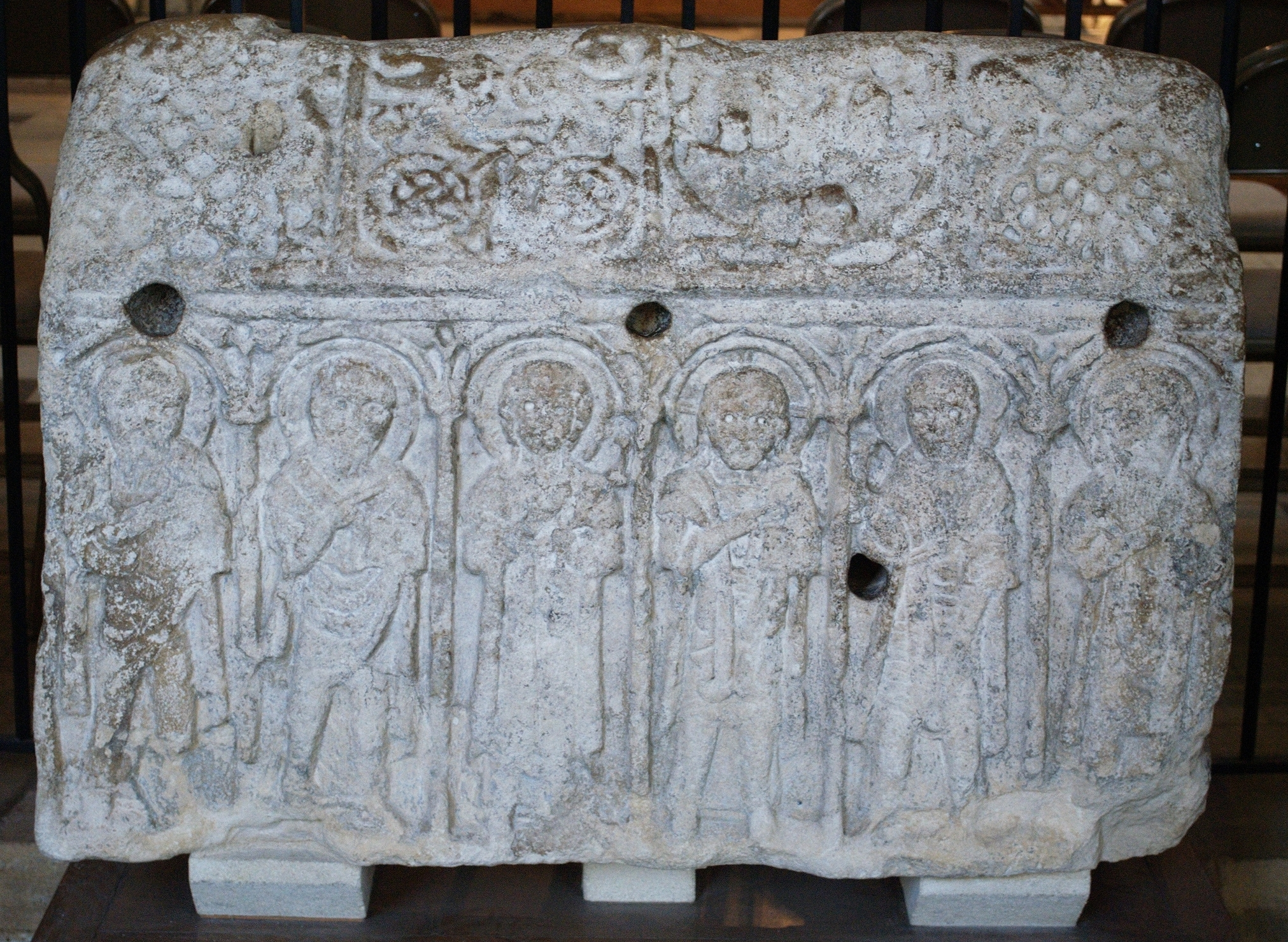
A Pedra Hedda na Catedral de Peterborough, um exemplo raro de pedra anglo-saxônica do século VIII esculpida não em cruz.
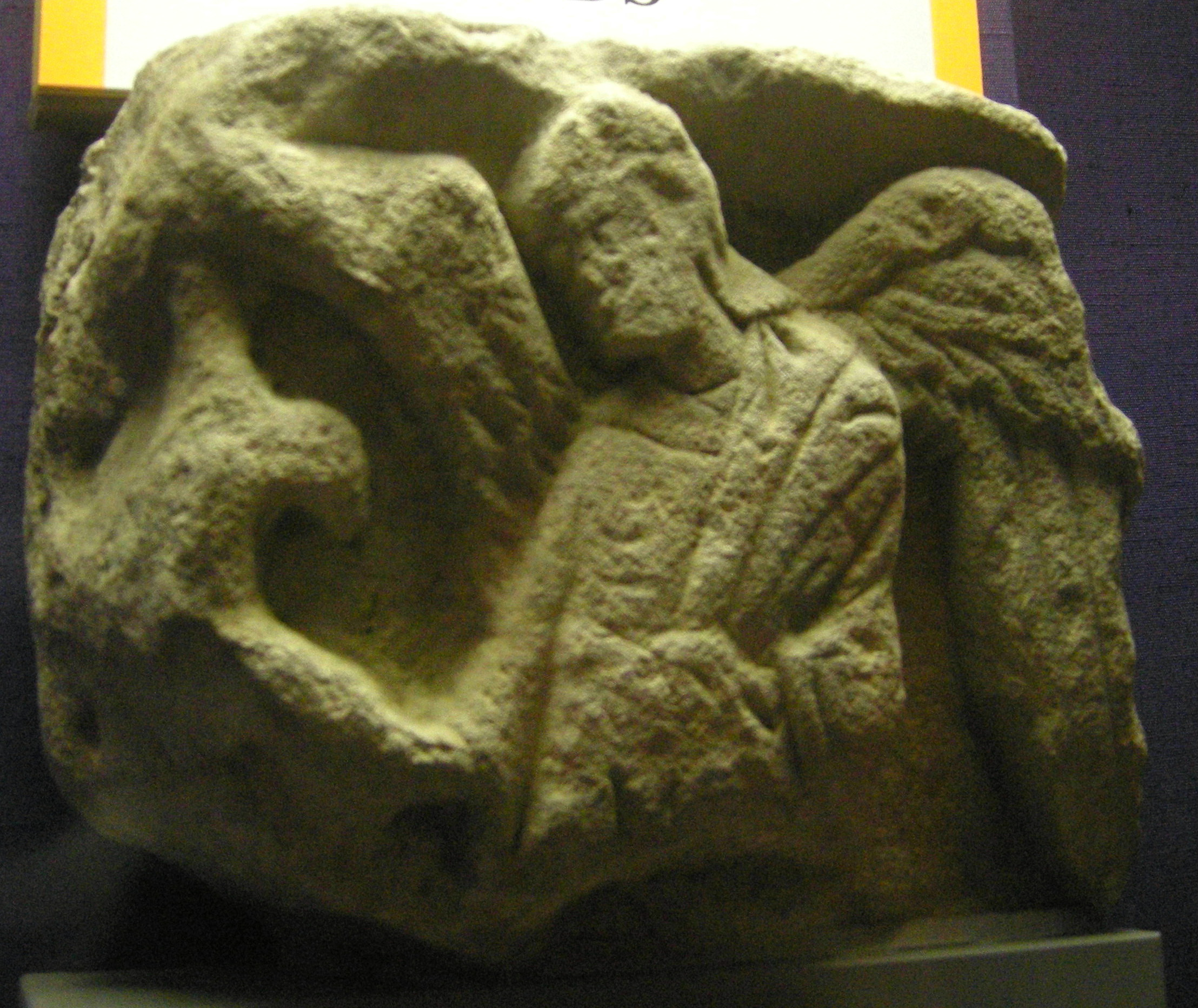
Alívio gasto de um anjo da Igreja de St Mary, Reculver em Kent
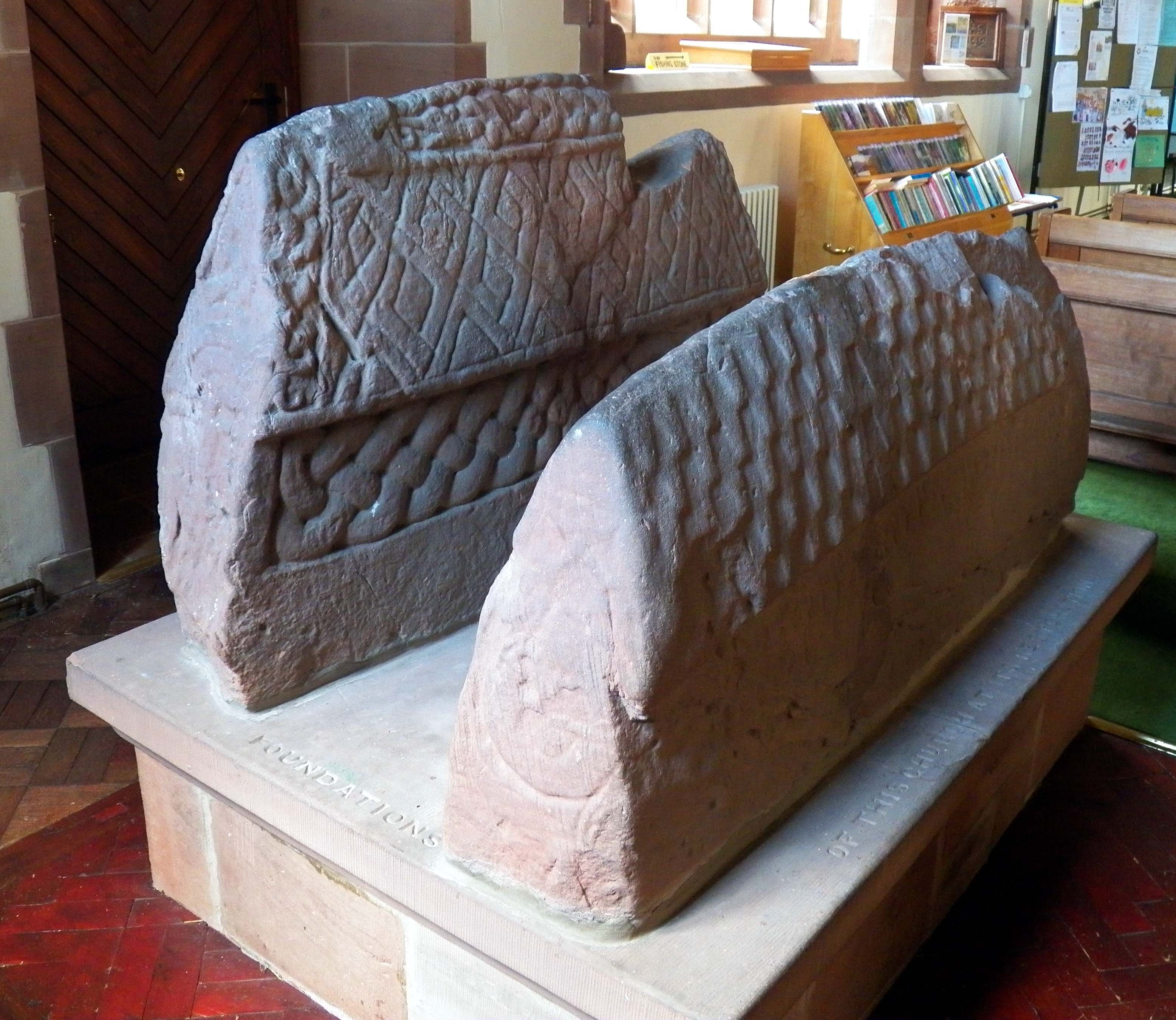
Tumbas de Hogback em Gosforth, Cumbria

## Escultura em marfim

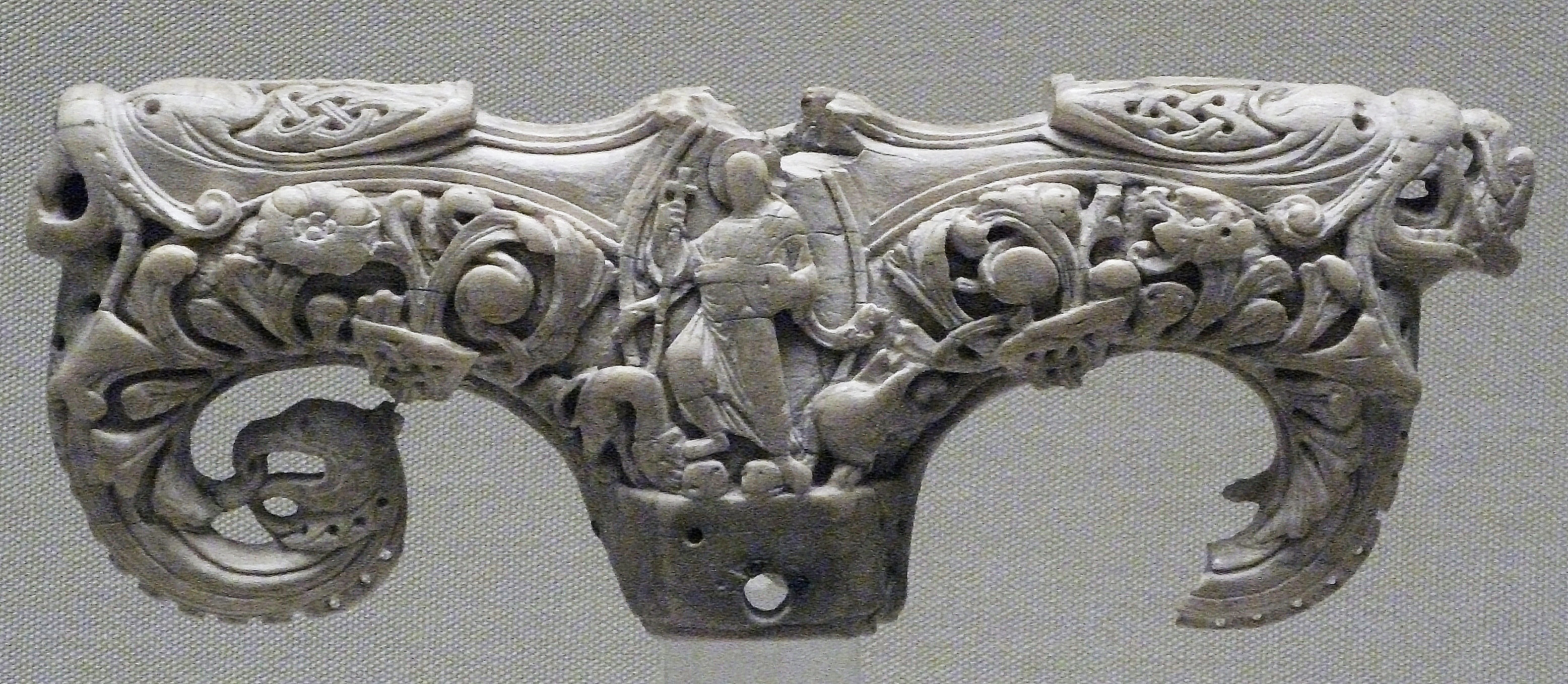
Cabeça de uma cruz tau, com Cristo pisando nas bestas, um assunto especialmente popular na Inglaterra

Como no resto do mundo cristão, enquanto a escultura monumental ressurgia lentamente de sua virtual ausência no período cristão primitivo, a escultura em pequena escala em metal, em marfim e também em osso era mais importante do que em períodos posteriores e, de nenhuma maneira uma "arte menor". A maior parte do marfim anglo-saxão era de animais marinhos, especialmente a morsa, importada do norte. A extraordinária urna de Franks é esculpida em osso de baleia, ao qual alude um enigma. Ele contém uma mistura única de cenas pagãs, históricas e cristãs, evidentemente tentando cobrir uma história geral do mundo, e inscrições em runas em latim e inglês antigo.
Temos poucas capas de livros anglo-saxãs em comparação com os da arte carolíngia e otoniana, mas um número de figuras de altíssima qualidade em alto relevo ou totalmente redondo. Na última fase da arte anglo-saxônica, dois estilos são aparentes: um mais pesado e formal, baseado em fontes carolíngias e otonianas, e o outro no estilo Winchester, inspirado no Saltério de Utrecht e em uma tradição carolíngia alternativa. Um caixão de buxus muito tardio, agora em Cleveland, Ohio, é todo esculpido com cenas da Vida de Cristo em uma versão provinciana, mas realizada, do estilo Winchester, possivelmente originário de Midlands Ocidentais, e é uma sobrevivência única do final do período anglo-saxão, por ser esculpida em madeira fina.

### Galeria de marfim

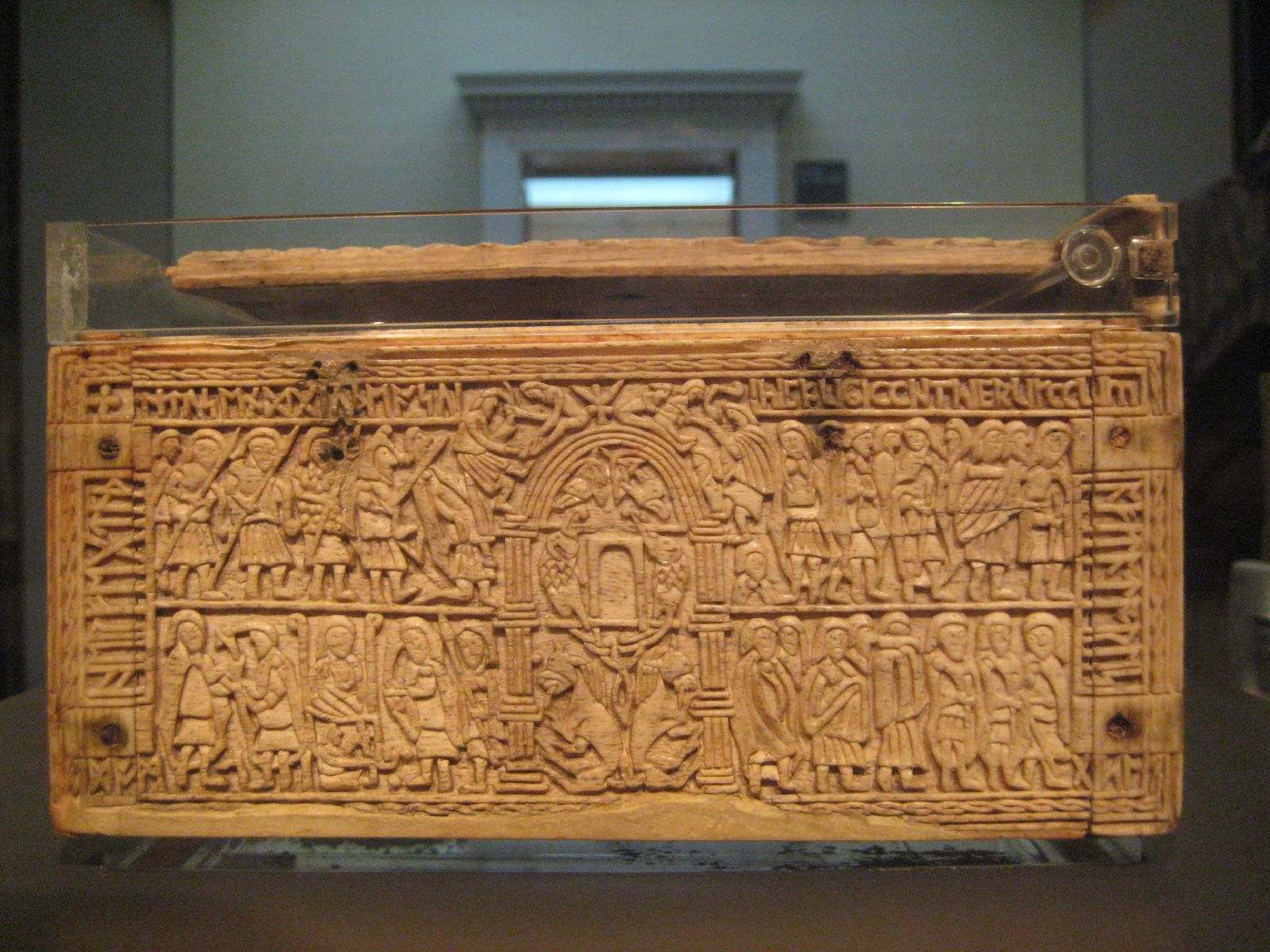
Painel traseiro da urna de Franks; Tito toma Jerusalém.
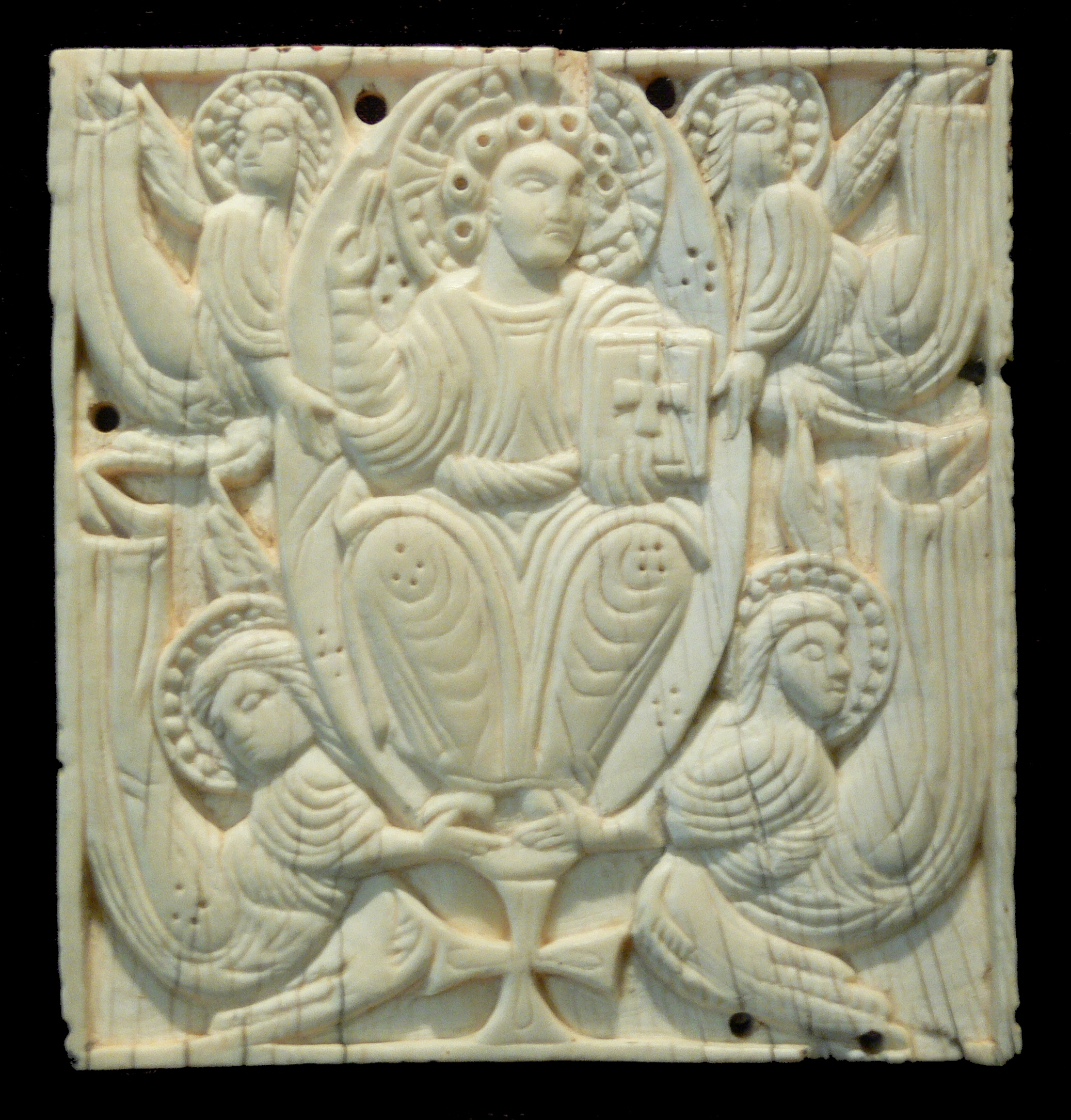
Placa do século VIII da capa de um livro
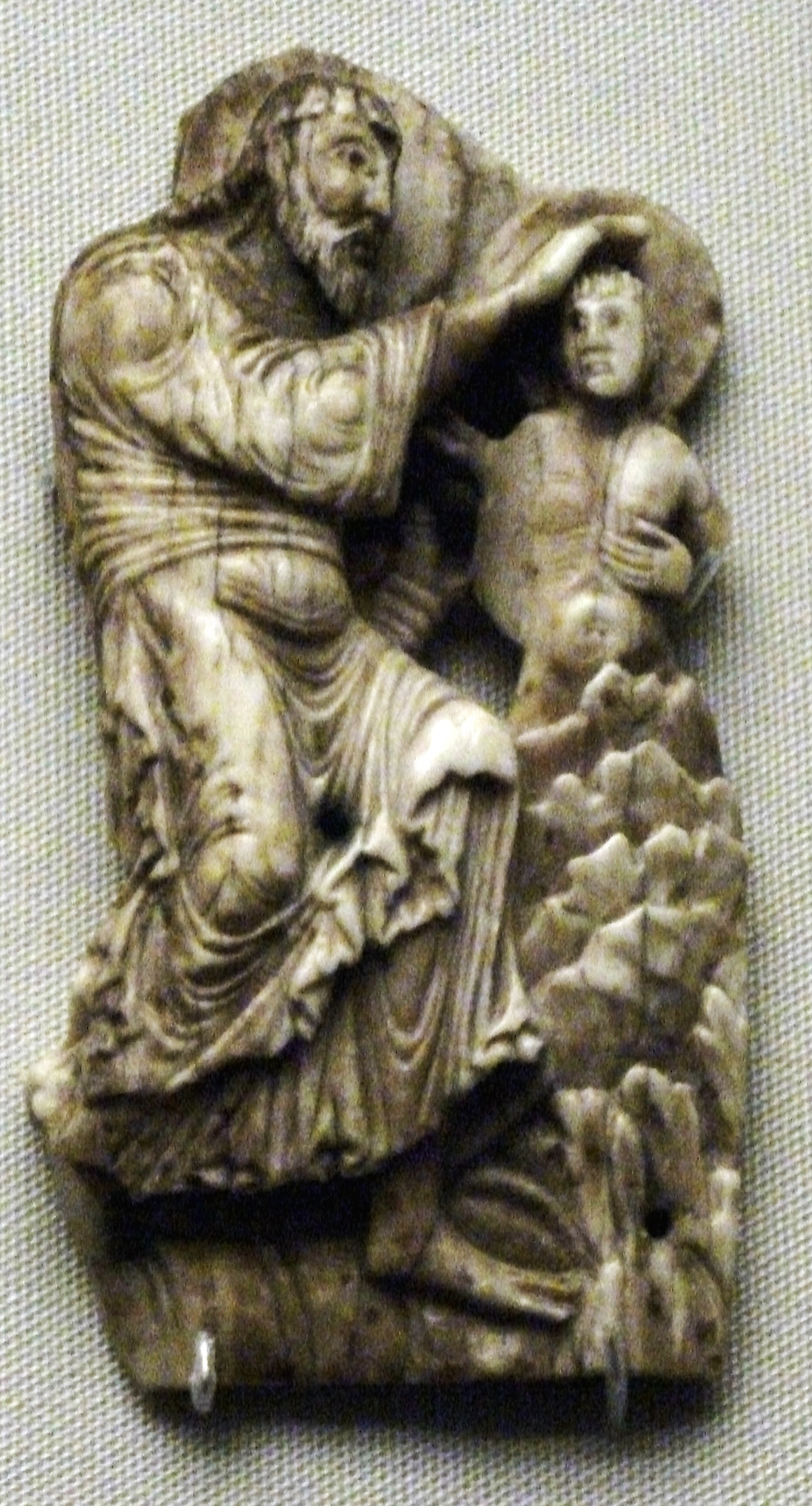
Batismo de Cristo, estilo Winchester
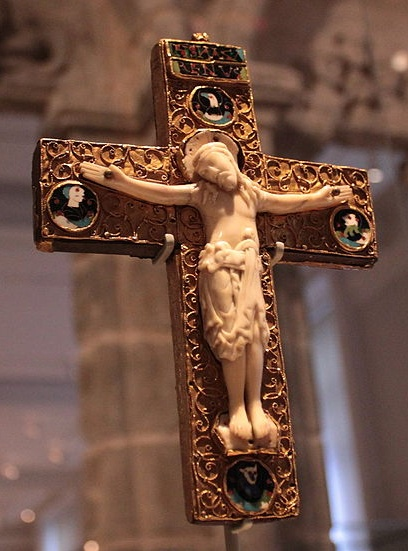
Cruz relicária anglo-saxônica do século X "corpus" em uma cruz alemã

## Arte têxtil

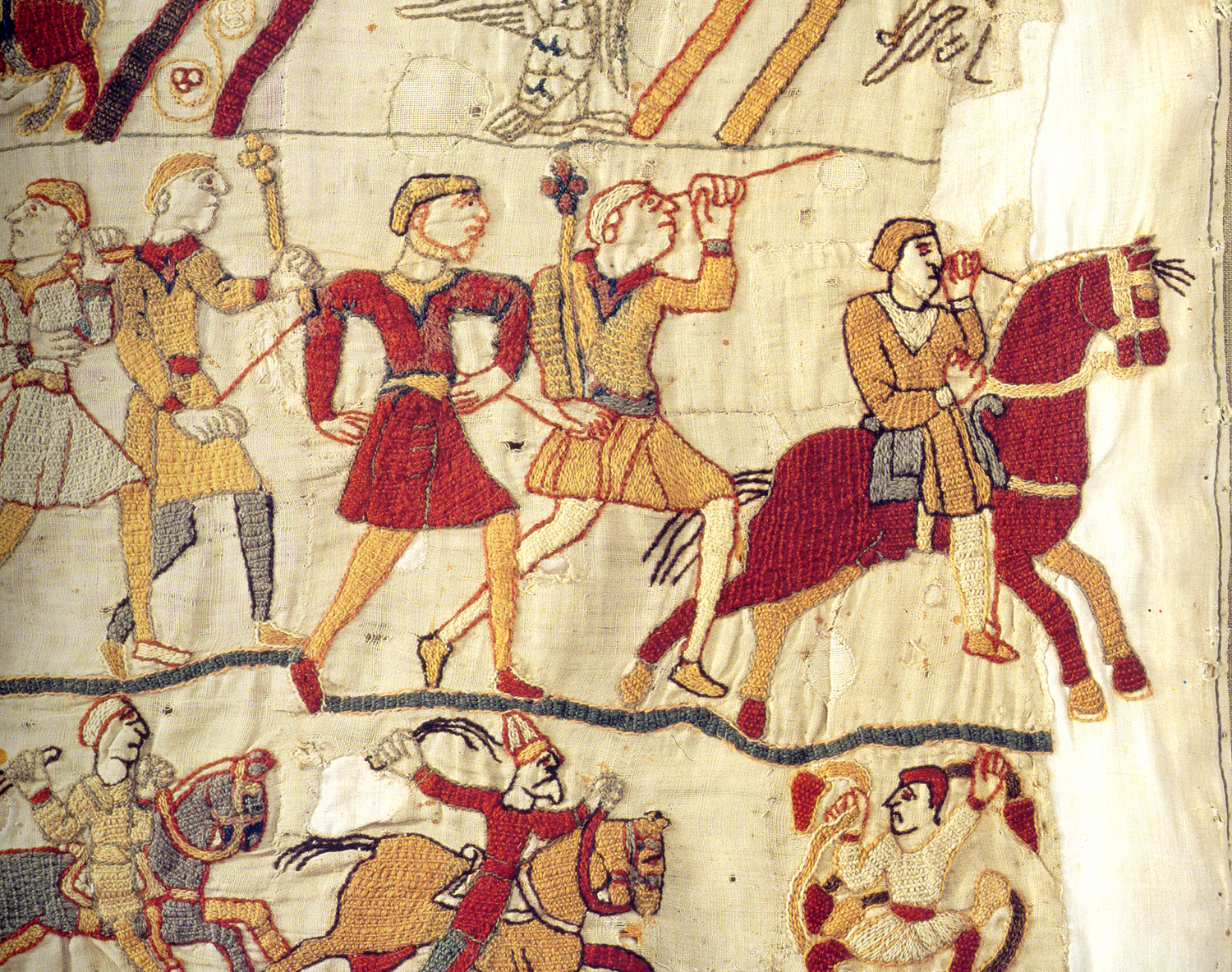
O exército inglês foge, a última cena sobrevivente da Tapeçaria de Bayeux.

As artes têxteis de bordado e "tapeçaria" eram aparentemente aquelas pelas quais a Inglaterra anglo-saxônica era famosa em toda a Europa no final do período. No entanto, há apenas um punhado de remanescentes, provavelmente em parte por causa da tradição anglo-saxônica de usar fios em metais preciosos, tornando o trabalho valioso para a sucata.
A Tapeçaria de Bayeux é bordada em lã sobre linho e mostra a história da conquista normanda da Inglaterra; é certamente a obra de arte anglo-saxônica mais conhecida e, embora feita após a conquista, foi feita na Inglaterra e firmemente em uma tradição anglo-saxônica. Essas tapeçarias adornavam igrejas e casas ricas na Inglaterra. Embora com 0,5 por 68,38 metros (e aparentemente incompleto) a Tapeçaria de Bayeux deveria ser excepcionalmente grande. Apenas as figuras e a decoração são bordadas, sobre um fundo à esquerda liso, o que deixa bem claro o tema e foi necessário cobrir áreas muito extensas. Todos os tipos de artes têxteis foram produzidos por mulheres, freiras e leigas, mas muitos provavelmente foram desenhados por artistas em outras mídias. Sedas bizantinas estavam disponíveis, embora certamente caras, na Inglaterra anglo-saxônica, e várias peças foram encontradas usadas em enterros e relicários. Provavelmente, como nas vestimentas posteriores, muitas vezes eram casadas com bordas e painéis bordados localmente. Se tivéssemos mais sobreviventes anglo-saxões, as influências bizantinas sem dúvida seriam aparentes.
Os bordados mais valorizados eram muito diferentes, inteiramente trabalhados em seda e ouro de fios de prata, e às vezes com gemas de vários tipos costuradas. Estes foram usados para paramentos, panos de altar e outros usos da igreja e funções semelhantes nas casas da elite. Apenas algumas peças sobreviveram, incluindo três peças em Durham colocadas no caixão de São Cuteberto, provavelmente na década de 930, após serem doadas pelo Rei Etelstano; eles foram feitos em Winchester entre 909 e 916. Estas são obras "de brilho e qualidade de tirar o fôlego", de acordo com Wilson, incluindo figuras de santos e importantes exemplos iniciais do estilo Winchester, embora a origem de seu estilo seja um enigma; eles estão mais próximos do fragmento de pintura de parede de Winchester mencionado acima e um dos primeiros exemplos de decoração de acanto.
O grupo mais antigo de sobreviventes, agora reordenado e com o fio de metais preciosos maioritariamente recortado, são faixas ou orlas de vestimentas, incorporando pérolas e miçangas de vidro, com vários tipos de volutas e decoração animal. Estes são provavelmente do século IX e agora em uma igreja em Maaseik, na Bélgica. Um outro estilo de tecido é uma vestimenta ilustrada em um retrato em miniatura de S. Aethelwold em seu Benedictional, que mostra a borda do que parece ser uma enorme "flor" de acanto (um termo usado em vários registros documentais) cobrindo o costas e ombros do indivíduo. Outras fontes escritas mencionam outras composições em grande escala.

## Outros materiais

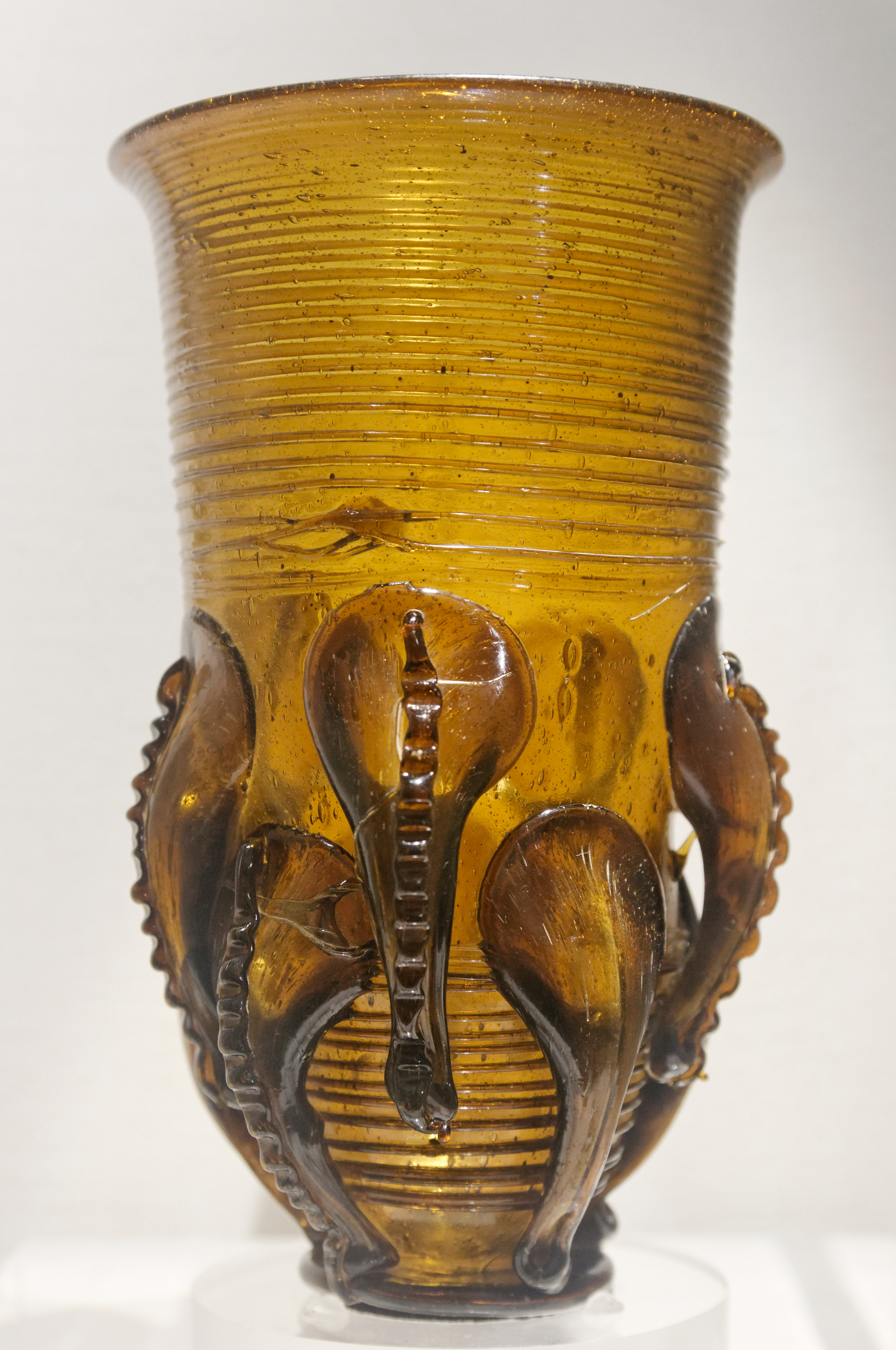
Taça de garra em vidro

O vidro anglo-saxão era feito principalmente em formas simples, com vasos sempre em uma única cor, claro, verde ou marrom, mas alguns copos sofisticados decorados com grandes formas de "garras" sobreviveram, a maioria quebrada; essas formas também são encontradas no norte da Europa continental. Miçangas, comuns nos primeiros enterros femininos, e alguns vidros de janelas eclesiásticas eram mais coloridos, e vários locais monásticos têm evidências da produção de vidro. A produção de recipientes e miçangas provavelmente continuou, em um nível muito menor, da indústria romano-britânica, mas Beda registra que Bento Biscop trouxe fabricantes de vidro da Gália para vidros de janela em seus mosteiros. Não está claro quanto vidro anglo-saxão foi importado, mas bastões de vidro colorido quase certamente foram; um deles estava na bolsa em Sutton Hoo. Caso contrário, a reciclagem do vidro romano pode ter evitado a necessidade de importar vidro bruto; as evidências para a produção disso são escassas. Às vezes, o vidro é usado como substituto da granada em joias, como em algumas peças de Sutton Hoo. Esmalte foi usado, principalmente na joia de Alfred, onde a imagem fica sob quartzo esculpido, ambos os materiais são extremamente raros na obra anglo-saxônica sobrevivente.
A capa de couro decorada única do pequeno Evangelho de São Cuteberto da Nortúmbria, a mais antiga encadernação ocidental a sobreviver inalterada, pode ser datada de 698 ou pouco antes. Utiliza linhas incisas, algumas cores e decoração relevada construída sobre cordões e gesso ou peças de couro.

## Influência

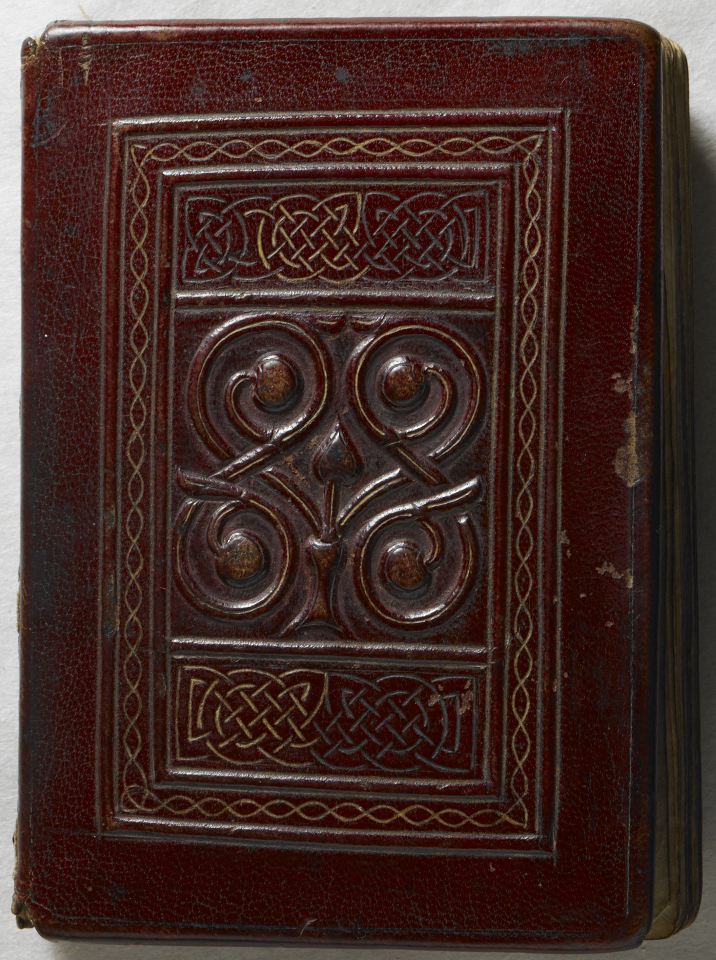
A capa do Evangelho de São Cuteberto, década de 690.

Relativamente pouca arte sobreviveu do resto do século após 1066, ou pelo menos é datada com segurança desse período. A arte da Normandia já estava sob forte influência anglo-saxônica, mas o período foi de espoliação maciça das igrejas pela pequena nova classe dominante, que havia desapropriado quase inteiramente a velha elite anglo-saxônica. Nessas circunstâncias, pouca arte significativa foi produzida, mas quando o foi, o estilo muitas vezes mostrou um lento desenvolvimento dos estilos anglo-saxões em uma versão totalmente românica. A atribuição de muitos objetos individuais ultrapassou os limites da conquista normanda, especialmente para a escultura, incluindo marfins.
A energia, o amor por complicados ornamentos entrelaçados e a recusa em respeitar totalmente um digno decoro clássico que são exibidos nas artes dos estilos Insular e Winchester já influenciaram o estilo continental, como discutido acima, onde forneceu uma alternativa à pesada monumentalidade que a arte otoniana exibe até mesmo em objetos pequenos. Esse hábito mental era um componente essencial dos estilos românico e gótico, onde formas de invenção anglo-saxônica, como as letras capitulares habitadas e historiadas, tornaram-se mais importantes do que nunca na própria arte anglo-saxônica e obras como o castiçal de Gloucester (c. 1110) mostram o processo em outras mídias.
As inovações iconográficas anglo-saxônicas incluem o animal Boca do Inferno, o Cristo ascendente mostrado apenas como um par de pernas e pés desaparecendo no topo da imagem, o Moisés com chifres, João Evangelista ao pé da cruz e escrevendo, e Deus o Pai criando o mundo com um compasso. Todos estes foram posteriormente utilizados em toda a Europa. A representação desenvolvida mais antiga do Juízo Final no Ocidente também é encontrada em um marfim anglo-saxão, e um livro do Evangelho anglo-saxão tardio pode mostrar o exemplo mais antigo de Maria Madalena ao pé da cruz em uma crucificação.